# Présidence d'Abraham Lincoln
16e président des États-Unis
Présidence de James Buchanan Présidence d'Andrew Johnson
La présidence d'Abraham Lincoln débuta le 4 mars 1861, date de l'investiture d'Abraham Lincoln en tant que 16e président des États-Unis, et prit fin avec l'assassinat de ce dernier le 15 avril 1865, soit 42 jours après le début de son second mandat. Lincoln fut le premier membre du Parti républicain à être élu à la présidence. Il fut remplacé après sa mort par le vice-président Andrew Johnson. Son mandat fut principalement marqué par la guerre de Sécession opposant les États du Nord aux États du Sud.
Lincoln entra en fonction à la suite de l'élection présidentielle de 1860, dont il fut proclamé vainqueur face à trois autres candidats. Il réalisa de loin ses plus gros scores dans les États du nord de l'Union, les républicains n'ayant pas vraiment cherché à attirer l'électorat du Sud. Ancien membre du Parti whig, Lincoln fut élu sur une ligne politique opposée à l'extension de l'esclavage dans les territoires fédéraux. Son accession à la présidence précipita le déclenchement de la guerre de Sécession puisque, dans les seize semaines qui séparèrent son élection de la cérémonie d'investiture, sept États esclavagistes se séparèrent de l'Union pour former les États confédérés d'Amérique. Une fois arrivé au pouvoir, Lincoln rejeta tous les compromis qui auraient débouché sur une sécession des États du Sud d'avec ceux de l'Union. Le conflit débuta quelques semaines après le début de sa présidence avec l'attaque confédérée sur Fort Sumter, une possession fédérale située à la frontière du territoire de la Confédération.
Lincoln fut amené à contrôler simultanément les aspects politiques et militaires du conflit et dut surmonter de nombreux défis dans ces deux interfaces. En sa qualité de commandant en chef, il ordonna la suspension de l’habeas corpus dans l'État du Maryland qui permit l'arrestation d'un grand nombre de sympathisants confédérés. Il fut également le premier président à recourir à la conscription. L'Union ayant essuyé plusieurs défaites cinglantes sur le théâtre oriental au début de la guerre, Lincoln renouvela périodiquement les généraux investis du commandement des armées avant de jeter son dévolu sur le général Ulysses S. Grant, qui avait remporté une série de victoires sur le front occidental. La proclamation d'émancipation publiée par Lincoln en 1863 eut pour effet de libérer des millions d'esclaves dans le territoire détenu par la Confédération et intégra l'émancipation des hommes de couleur aux objectifs de guerre de l'Union. En 1865, Lincoln joua un rôle considérable dans l'adoption du XIIIe amendement qui rendait la pratique de l'esclavage inconstitutionnelle.
Lincoln mit par ailleurs en œuvre sous son administration un ambitieux programme de politique intérieure, qui comprenait notamment les premiers textes de la série des Homestead Acts, le Morill Land-Grant Act of 1862 et le Pacific Railroad Act of 1862. Candidat à sa réélection en 1864 sous la bannière du Parti de l'Union nationale, soutenu par les républicains et une partie des démocrates, il l'emporta largement sur son adversaire du Parti démocrate, le général George McClellan. Quelques mois après l'élection, Grant reçut la reddition de la principale armée confédérée dirigée par le général Robert Lee, ce qui précipita la fin des hostilités. Lincoln fut assassiné en avril 1865, cinq jours après la fin de la guerre, laissant à ses successeurs le soin de mener à bien la reconstruction du pays.
Après sa mort, Lincoln est resté dans les mémoires comme l'émancipateur des esclaves et le sauveur de l'Union, tombé en martyr pour la liberté. Les historiens tirent un bilan très favorable de sa présidence tant pour ses réalisations politiques que pour ses caractéristiques personnelles. Aux côtés de George Washington et de Franklin Delano Roosevelt, il est systématiquement évalué par les universitaires comme l'un des plus grands présidents de l'histoire américaine.

## Élection de 1860

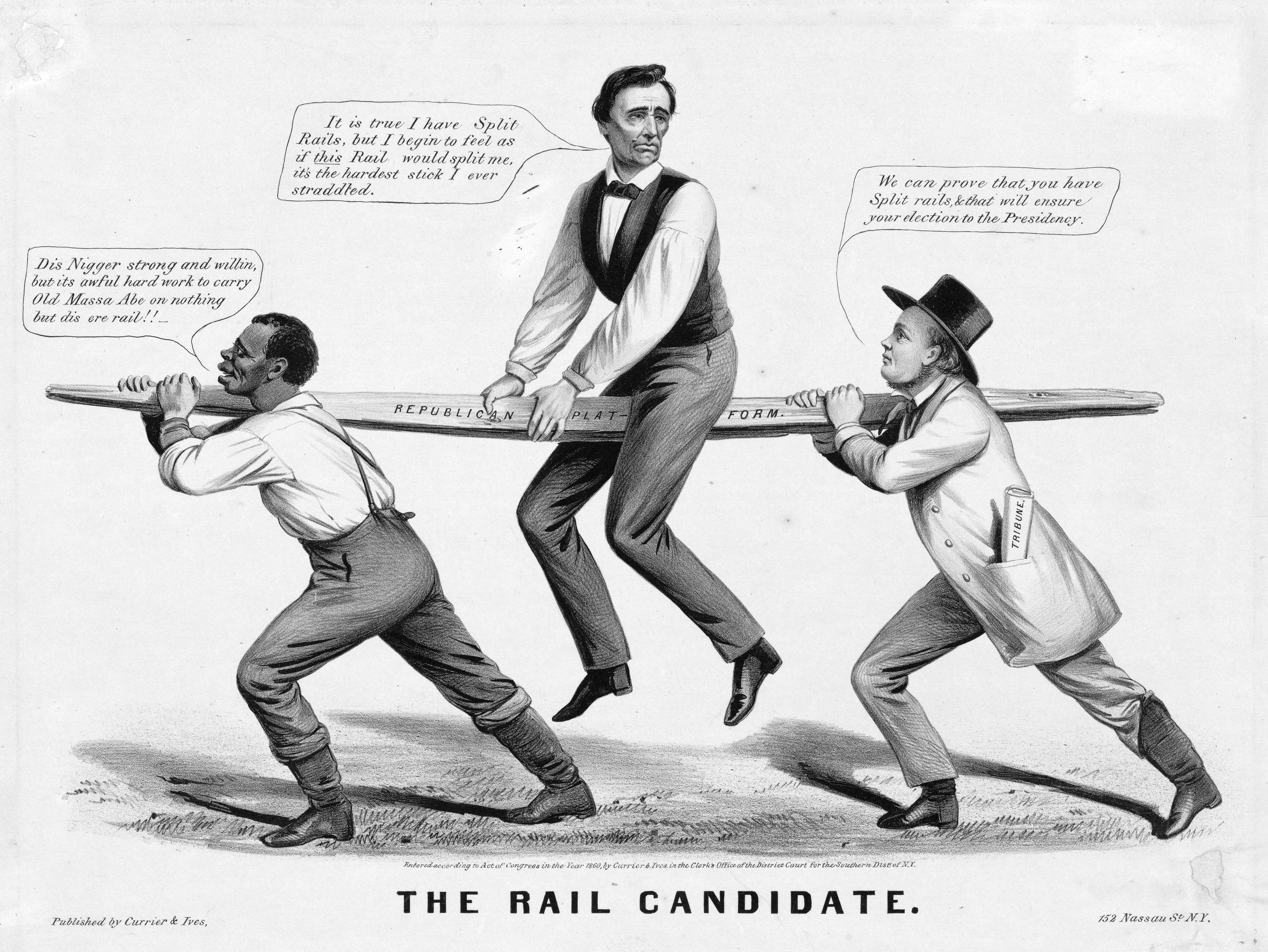
« Le candidat du rail » : cette caricature montre la candidature de Lincoln à l'élection de 1860 portée par la question de l'esclavage (avec un esclave à gauche et l'organisation du parti à droite).

Ancien membre du Parti whig élu à la Chambre des représentants, Abraham Lincoln apparut comme l'un des candidats républicains les plus sérieux en vue de l'élection présidentielle de 1860. Cette notoriété dans le paysage politique faisait suite à sa courte défaite à l'élection sénatoriale de l'Illinois face au démocrate Stephen A. Douglas en 1858. Bien qu'il ne disposât pas d'appuis aussi nombreux que ceux du sénateur républicain de New York, William H. Seward, Lincoln pensait pouvoir s'imposer comme le candidat du parti à l'issue de la convention. Il consacra les années 1859 et 1860 à rassembler des soutiens autour de sa candidature et le discours qu'il prononça à Cooper Union fut très bien perçu par les élites de l'est du pays. En termes de positionnement politique, Lincoln se réclamait du « centre modéré » du parti, déclarant qu'il était opposé à l'expansion de l'esclavage dans les territoires fédéraux sans pour autant préconiser son abolition dans les États esclavagistes.
Lors de la convention nationale républicaine qui eut lieu en mai 1860, Lincoln arriva en seconde position derrière Seward. Ignorant les instructions de Lincoln qui voulait éviter au maximum les tractations politiciennes, ses partisans à la convention manœuvrèrent habilement et arrachèrent la nomination de Lincoln au troisième tour de scrutin. Les délégués élurent ensuite le sénateur du Maine Hannibal Hamlin pour figurer en tant que colistier sur le ticket présidentiel. La ligne politique du parti était contre l'institutionnalisation de l'esclavage dans les territoires mais plaidait pour la neutralité concernant les États traditionnellement esclavagistes. Les républicains étaient également favorables à des tarifs protectionnistes, à une politique de travaux publics telle que la construction d'une ligne de chemin de fer transcontinentale et à l'attribution d'une parcelle de terre aux colons,.
La convention nationale démocrate se réunit en avril 1860 mais fut ajournée car les délégués ne parvenaient pas à se mettre d'accord sur un candidat. Une seconde convention se tint au mois de juin et désigna Stephen A. Douglas comme candidat, mais un certain nombre de délégations sudistes refusèrent de lui apporter leur soutien et présentèrent leur propre candidat, le vice-président en poste John Cabell Breckinridge, jugé plus favorable aux intérêts esclavagistes. Un groupe d'anciens whigs et de Know Nothing constituèrent le Parti de l'Union constitutionnelle et propulsèrent l'ancien speaker de la Chambre des représentants John Bell dans la course à la présidence. Breckinridge et Bell se disputèrent surtout l'électorat des États du Sud alors que Lincoln et Douglas firent campagne dans le Nord. Les républicains étaient rendus confiants par le dénouement de la convention démocrate et Lincoln prédit qu'ainsi divisés, ses adversaires avaient peu de chances de remporter l'électionWhite, Jr. 2009, p. 325-329.

Résultats de l'élection présidentielle de 1860 au niveau du collège électoral.

Le jour du vote, Lincoln fut vainqueur dans tous les États du Nord sauf un et obtint 180 voix de grands électeurs contre 72 pour Breckinridge, 39 pour Bell et 12 pour Douglas. Lincoln s'octroya également près de 40 % du vote populaire avec 1 766 452 voix contre 1 376 957 pour Douglas, 849 781 pour Breckinridge et 588 879 pour Bell. En revanche, Lincoln ne remporta aucun État dans le Sud. 82,2 % des électeurs éligibles se rendirent aux urnes ce qui constitue le second taux de participation le plus élevé de l'histoire américaine. Cependant, en dépit de la victoire des républicains à la présidentielle, le parti échoua à obtenir la majorité dans les deux chambres du Congrès. Par ailleurs, le pourcentage de voix obtenu par le vainqueur est le plus faible de l'histoire américaine.

## Un hiver sécessionniste: 1860-1861

### Menaces de sécession
Alors que l'élection de Lincoln apparaissait de plus en plus probable, les sécessionnistes firent savoir que leurs États respectifs s'apprêtaient à quitter l'Union. Une fois Lincoln élu le 6 novembre 1860, la Caroline du Sud fit sécession le 20 décembre, suivie par le Mississippi, la Floride, l'Alabama, la Géorgie, la Louisiane et le Texas. Dans ces États, les milices locales occupèrent les forteresses fédérales et confisquèrent le matériel militaire contenu dans les arsenaux. Le Sud supérieur (Delaware, Maryland, Virginie, Caroline du Nord, Tennessee, Kentucky, Missouri et Arkansas) rejeta l'idée d'une sécession immédiate mais menaça de basculer à son tour dans le camp des confédérés si le gouvernement de l'Union adoptait des sanctions contre les territoires rebelles. Le président James Buchanan déclara la sécession illégale tout en reconnaissant que son gouvernement était incapable de s'y opposer. Quant à Lincoln, en tant que président-élu, il n'était pas encore en mesure de peser officiellement sur le cours des événements,.
De nombreuses personnes firent part à Lincoln de leur inquiétude à propos des événements du Sud. Beaucoup s'attendaient alors à ce que le président-élu fournisse des garanties aux États du Sud en leur promettant que leurs intérêts ne seraient pas inquiétés,. Réalisant d'un côté que l'emploi de mots apaisants sur les droits accordés aux esclavagistes lui aliénerait la base républicaine et qu'une prise de position assurée sur l'indestructibilité de l'Union risquerait d'exacerber les tensions avec les habitants du Sud, Lincoln adopta une politique du silence. Il était en effet convaincu qu'avec le temps et la perspective de voir une menace des intérêts du Sud s'éloigner, les partisans unionistes du Sud pourraient être en mesure de ramener leurs États au sein de l'Union,,. Sur la suggestion d'un marchand sudiste qui était entré en contact avec lui, Lincoln fit un appel indirect aux États confédérés en rédigeant lui-même une partie de la déclaration publique de l'un de ses plus proches collaborateurs, Lyman Trumbull. Si cette dernière fut accueillie favorablement par le Parti républicain, elle fut en revanche combattue par les démocrates et largement ignorée par les partisans du Sud,.

### Premières préoccupations militaires

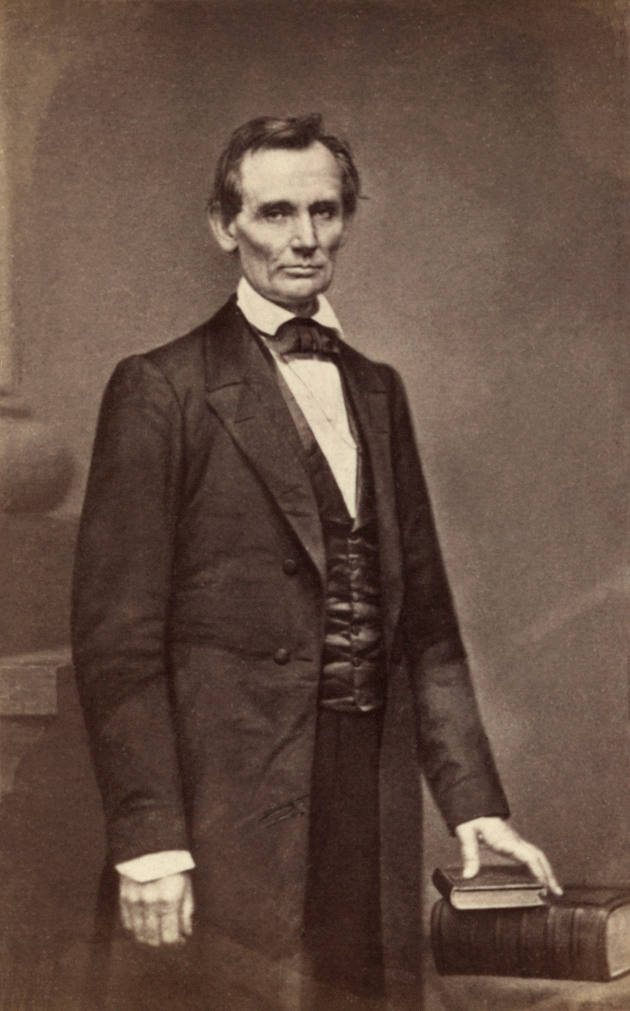
Abraham Lincoln en 1860, par Mathew Brady.

Peu avant l'élection de novembre 1860, le général en chef de l'armée américaine, Winfield Scott, remit au président Buchanan un mémorandum intitulé Considérations inspirées par un danger imminent, dont Lincoln se fit remettre une copie. Tout en affirmant que l'élection de Lincoln ne conduirait à « aucune violence anticonstitutionnelle ni à aucune violation du droit », Scott mettait en avant le risque d'« une capture d'un certain nombre de forts fédéraux sur le fleuve Mississippi et sur la côte Est — incluant les installations vulnérables du port de Charleston ». Le général recommandait que « tous ces ouvrages soient immédiatement dotés d'une garnison afin de rendre toute tentative ou coup de main destiné à s'en emparer par surprise ridicule ». Ses suggestions furent toutefois rejetées par Buchanan qui les estimaient provocantes à l'égard du Sud. À l'inverse, Lincoln écrivit à Scott pour le remercier de ses conseils et de son patriotisme.
Tandis que l'écart entre unionistes et confédérés continuait à se creuser, Lincoln, et avec lui la plus grande partie du Nord, s'inquiéta de la saisie systématique des propriétés fédérales par les États du Sud. Ayant appris que le président Buchanan se préparait à livrer le fort Moultrie de Charleston aux sécessionnistes, Lincoln déclara : « si cela est vrai, ils n'auront plus qu'à le pendre ». Le 21 décembre, par l'intermédiaire du représentant du Congrès Elihu B. Washburne, il demanda à Scott « de se préparer du mieux possible afin de conserver les forts, ou, si les circonstances l'exigent, de les reprendre pendant et après la cérémonie d'investiture ».

### Tentatives de compromis
Les milieux d'affaires du Nord furent parmi les premiers à prôner un compromis ou tout du moins un apaisement avec les États confédérés. Les directeurs des journaux républicains de New York, comptant dans leurs rangs Henry J. Raymond, James Webb ou encore Thurlow Weed, proposèrent au mois de novembre une série de mesures comprenant la mise en place d'une compensation pour les esclaves fugitifs, l'abrogation des lois sur les libertés individuelles et le retour au compromis du Missouri. Cela amena Lincoln à constater avec amertume que « chaque Républicain a envisagé un instant d'abandonner, à l'heure de la victoire, bien que face à un danger réel, tous les points soulevés par les récentes contestations ». Le journaliste Henry Villard estima quant à lui que la réaction des directeurs était due à un « sentiment de contrition », faisant référence à la panique financière qui avait agité la bourse de Wall Street lors de la réaction négative des marchés à la sécession du Sud.
En décembre, les discussions autour du compromis commencèrent à agiter la sphère politique de Washington. Deux comités furent constitués au Congrès, l'un au Sénat et l'autre à la Chambre des représentants. Lincoln, par l'intermédiaire des membres du Congrès, se déclarait prêt à négocier sur certains thèmes tels que les esclaves fugitifs, l'esclavage dans le district de Columbia, le commerce domestique d'esclaves et d'une manière générale l'ensemble des questions relatives à l'esclavage. Il fit savoir en revanche qu'il était fermement opposé à tout acte susceptible de favoriser l'expansion de l'esclavage dans de nouveaux États. En 1854, Lincoln avait déjà spécifié qu'il se serait simplement contenté de l'extension du compromis du Missouri à la côte du Pacifique, mais il s'était alors heurté à l'agressivité des sudistes qui revendiquaient des territoires à Cuba et en Amérique latine dans le but d'accueillir de nouveaux esclaves.
Le 6 décembre, Lincoln écrivit au représentant Kellogg, membre de l'un des comités : « ne considérez comme valable aucune proposition en faveur d'un compromis au sujet de l'extension de l'esclavage. Si par malheur vous y consentiez, ils auront une nouvelle fois le dessus ; tout notre travail sera perdu, et devra être recommencé tôt ou tard. Douglas est déterminé à essayer d'introduire une nouvelle fois son Pop. Sov. [souveraineté du peuple]. N'en faites rien. La confrontation doit avoir lieu et mieux vaut tout de suite que plus tard ». Le 10 décembre, il s'adressa au sénateur Trumbull dans des termes quasiment similaires. Lorsque le comité du Sénat passa en revue les dispositions du compromis de Crittenden, une pression considérable s'exerça sur Lincoln pour lui enjoindre d'accepter cette proposition. Seward envoya même Weed à Springfield afin de négocier directement avec Lincoln, mais ce dernier se refusa obstinément à donner son accord au projet ainsi qu'à d'autres propositions d'ouverture car cela signifiait le rétablissement du compromis du Missouri et la possibilité d'étendre l'esclavage à d'autres États. Malgré les pressions exercées à son encontre, Lincoln resta inflexible.

### Voyage jusqu'à Washington

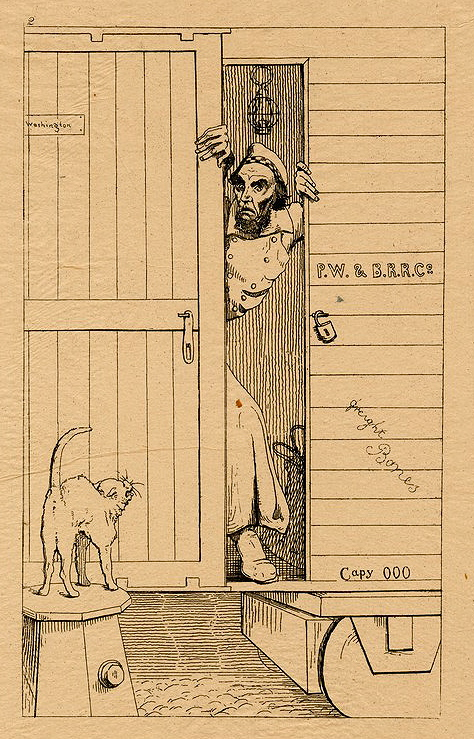
« Passage à travers Baltimore » : le président-élu Abraham Lincoln se cachant dans un wagon à bestiaux, par Adalbert John Volck, 1863.

Le 11 février 1861, Lincoln s'embarqua à bord d'un train spécial pour un trajet de deux semaines qui devait le conduire jusqu'à Washington. Des réceptions et des apparitions publiques furent organisées dans toutes les grandes villes traversées par le convoi. Les discours de Lincoln, bien qu'improvisés la plupart du temps, avaient principalement pour but de transmettre un message apaisant à l'intention du Sud : réfutant toute intention hostile à son égard, il considérait cependant la désunion comme inacceptable et fit connaître son intention de renforcer les lois et de protéger le droit à la propriété.
Le Secret Service n'existant pas encore à l'époque de Lincoln, la sécurité du président-élu fut assurée tout le long du voyage par quatre officiers de l'U.S. Army. Samuel Felton, le président de la Philadelphia, Wilmington and Baltimore Railroad, eut vent que des sécessionnistes auraient envisagé de saboter le chemin de fer le long du trajet emprunté par Lincoln et engagea le détective Allan Pinkerton pour enquêter. Au cours de ses recherches, Pinkerton appris qu'un complot visant à assassiner Lincoln se tramait à Baltimore. Selon ses sources, il affirma que lorsque le train de Lincoln arriverait à Baltimore, un groupe de sécessionnistes armés organiserait une diversion afin de distraire la police municipale et permettre aux assassins désignés d'abattre le président-élu alors sans protection.
En conséquence, le programme fut bousculé et Lincoln prit place à bord d'un train spécial qui, traversant Baltimore vers 3 h du matin, s'achemina jusqu'à Washington où il arriva dans la matinée du 23 février. Lincoln, recouvert d'un manteau, d'un cache-nez et d'un bonnet en laine, avait passé la plus grande partie du trajet à dormir dans sa couchette. Son départ inopiné ainsi que son accoutrement inhabituel pendant le voyage firent l'objet de critiques et provoquèrent la risée des caricaturistes qui l'accusèrent de s'être introduit furtivement dans Washington vêtu d'un déguisement. La controverse publique qui s'ensuivit et le caractère humiliant de la situation produisirent une atmosphère particulièrement embarrassante pour Lincoln et ses partisans,.

## Cérémonie d'investiture
Lincoln était conscient que son investiture se déroulerait dans des conditions exceptionnellement graves, auxquelles aucun président américain avant lui n'avait été confronté. Il avait commencé à s'y préparer deux semaines avant son départ de Springfield mais il savait que la nature changeante du paysage politique imposerait certainement des modifications de dernière minute dans le discours qu'il devrait délivrer ce jour-là. Il s'éloigna notamment de ses pratiques habituelles en invitant certains de ses proches à donner leur avis sur le discours au fur et à mesure de son élaboration. Orville Browning, qui s'en était vu remettre une copie au cours du voyage vers Washington, persuada Lincoln de supprimer le passage « […] et de réclamer les propriétés publiques et les places qui sont tombées », jugé beaucoup trop agressif. Seward, quant à lui, présenta à Lincoln un document de six pages contenant une analyse ligne par ligne de son discours, et Lincoln intégra trente-sept des recommandations de son secrétaire d'État dans la version finale de sa déclaration,.

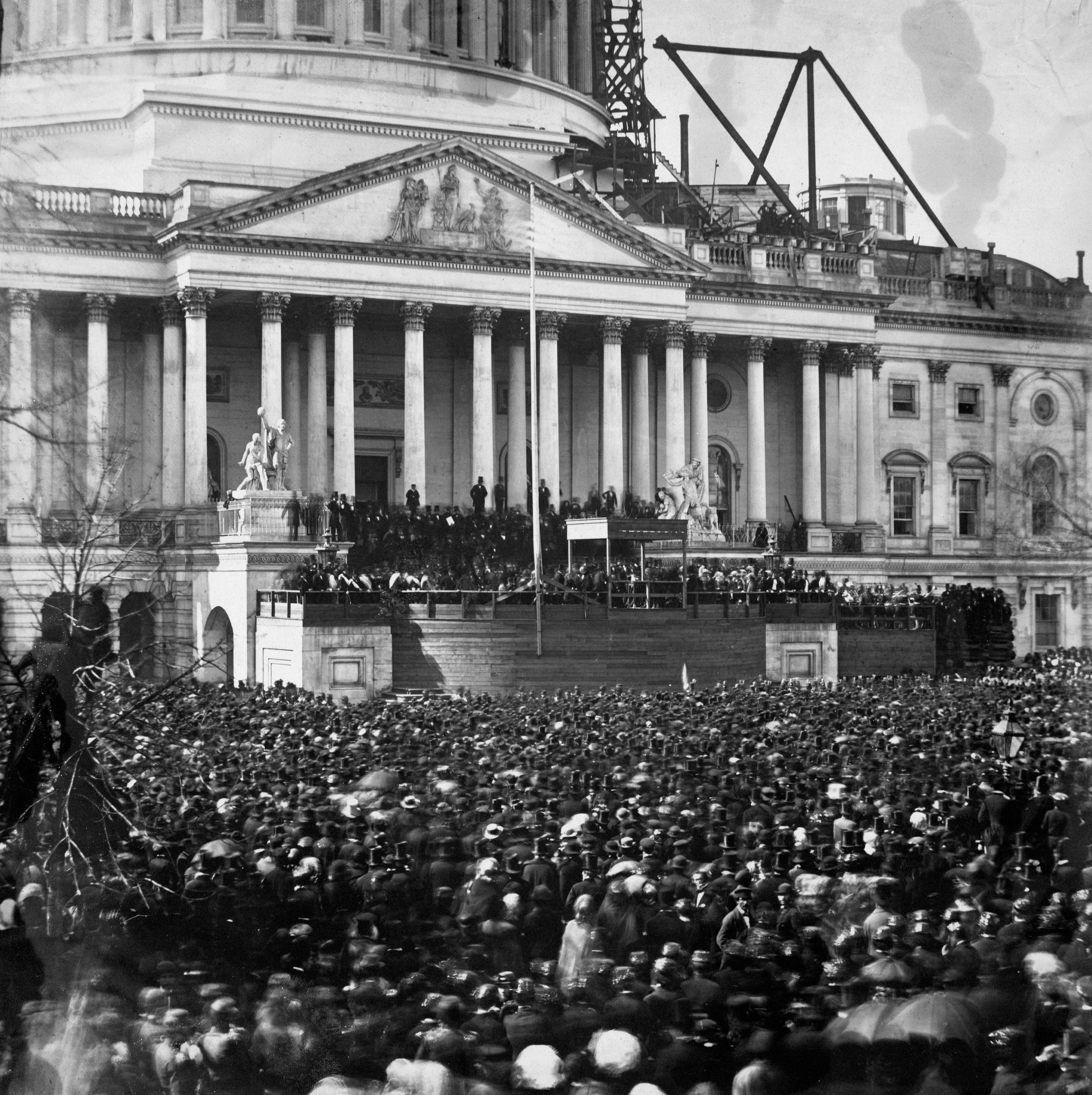
Investiture d'Abraham Lincoln devant le Capitole, le 4 mars 1861.

La cérémonie d'investiture se déroula le 4 mars 1861. Lincoln, accompagné du président sortant James Buchanan, arriva en calèche au Capitole à 13 h 15, au milieu des quelque 40 000 personnes venues l'acclamer dans les rues et aux abords du bâtiment. Au début de son discours d'investiture, le président-élu tenta de rassurer le Sud en déclarant qu'il n'avait ni l'intention ni même l'autorité constitutionnelle d'interférer sur la pratique de l'esclavage dans les États sudistes. Il promit de renforcer les lois sur les esclaves fugitifs et s'exprima en faveur d'un projet d'amendement en cours qui permettrait de préserver l'esclavage dans les États autorisant déjà son existence,. Après ces paroles apaisantes, Lincoln affirma cependant qu'il considérait la sécession comme étant « l'essence de l'anarchie » et qu'il était de son devoir de « tenir, occuper et posséder les propriétés revenant de droit au gouvernement »,. Insistant sur le cas des sudistes qui regardaient toujours la sécession avec défiance, Lincoln opposa d'un côté « les personnes, ralliées à un bord ou à un autre, qui n'aspirent qu'à détruire l'Union dans sa forme actuelle » et de l'autre « celles qui, malgré tout, lui sont invariablement attachées ». Dans la dernière partie de son discours, s'adressant directement aux sécessionnistes et invoquant son propre engagement moral, il déclara qu'« aucun précepte du Ciel ne vous prescrira de détruire le gouvernement, tandis que j'aurai pour moi la charge solennelle de « le préserver, de le protéger et de le défendre ». Il termina enfin par un message ferme mais conciliateur :

« Nous ne sommes pas des ennemis, mais des amis. Nous ne devons pas être ennemis. Quelle qu'est été la force avec laquelle la passion les a mis à l'épreuve, elle ne doit pas briser les liens d'affections qui nous unissent. Les accords mystiques du souvenir qui, s'élevant de chaque champ de bataille et de chaque tombe de patriote vers chaque cœur et chaque foyer partout dans ce vaste pays, enfleront encore le chœur de l'Union quand ils seront de nouveau touchés, et ils le seront à coup sûr, par les meilleurs anges de notre nature,,. »

Lincoln effectua ensuite sa prestation de serment devant le juge en chef Roger B. Taney. Dans la soirée, il présida le bal inaugural qui se tint dans un pavillon spécialement construit à cet effet et capable d'accueillir 2 500 personnes.

## Composition du gouvernement
Lincoln commença à organiser son cabinet la nuit de son élection,. Soucieux d'unir son parti, il s'efforça d'en appeler à toutes les factions républicaines en prenant soin d'équilibrer les nominations d'anciens whigs anti-esclavagistes avec celles d'anciens démocrates attachés au principe du « sol libre »,,. Son cabinet finit par regrouper la totalité de ses anciens rivaux à la nomination républicaine de 1860, mais Lincoln ne se laissa pas impressionner par cet entourage d'hommes aux personnalités très tranchées et dont les prétentions à la présidence pouvaient paraître plus légitimes que les siennes,. Même si les opinions des ministres de Lincoln différaient sur le plan économique, tous étaient opposés à l'extension de l'esclavage dans les territoires.
William Henry Seward, le grand rival politique de Lincoln, se vit offrir par l'intermédiaire du vice-président élu Hannibal Hamlin le poste de secrétaire d'État. À cette époque, Seward était à la fois le plus connu et le plus puissant membre des républicains, et son association à cette administration était vue comme essentielle pour atteindre l'unité du parti. Seward s'était construit au début des années 1850 une réputation de radicalité sur la question de l'esclavage, mais en 1860, il était davantage considéré comme centriste,. Bien que fortement contrarié par sa défaite à la convention républicaine de 1860, Seward accepta le poste. À la fin de l'année 1862, il était largement considéré comme le membre le plus influent du cabinet même si ses vues plutôt conservatrices sur l'abolition, entre autres, lui étaient reprochées par de nombreux républicains. En dépit de pressions émanant du Congrès pour exiger le renvoi de Seward, ce dernier fut maintenu comme secrétaire d'État pendant toute la durée de la présidence de Lincoln.
Pour diriger le département du Trésor, Lincoln jeta son dévolu sur le principal rival politique de Seward, le sénateur de l'Ohio Salmon P. Chase,. Chase était le chef de la faction la plus radicale des républicains qui réclamait l'abolition de l'esclavage dans les plus brefs délais. Seward et d'autres s'étaient vainement opposés au choix de Chase en raison de son passé d'anti-esclavagiste convaincu et pour son opposition à toute forme d'entente avec le Sud qui pourrait être interprété comme un apaisement en faveur des propriétaires d'esclaves. S'activant en sous-main pour obtenir la nomination du Parti républicain à l'élection présidentielle de 1864, Chase chercha constamment à faire barrage à la réélection de Lincoln, ce qui n'empêcha pas le président de le maintenir dans ses fonctions en raison de la compétence de Chase au Trésor et de sa popularité chez les républicains radicaux. Les deux hommes se disputèrent néanmoins au sujet d'une nomination et Lincoln accepta la démission de Chase en juin 1864. Son remplaçant fut William P. Fessenden, un républicain radical qui avait présidé le comité des finances du Sénat. Acceptant le poste avec réticence, ce dernier trouva l'économie dans une situation désastreuse et procéda à un remarquable redressement des finances, avant de démissionner à son tour en février 1865. Hugh McCulloch, ancien contrôleur de la monnaie, lui succéda au poste de secrétaire au Trésor.
La nomination la plus controversée effectuée par Lincoln fut celle du sénateur Simon Cameron au poste de secrétaire à la Guerre. Cameron était à cette époque l'un des dirigeants les plus influents de l'État de Pennsylvanie — territoire crucial sur le plan politique —, mais passait également pour être l'un des plus corrompus. Il était contesté dans son propre État par une faction menée par le gouverneur républicain élu Andrew Gregg Curtin et par le président du comité républicain de Pennsylvanie Alexander McClure (en). Dès l'arrivée de Lincoln à Washington, les factions républicaines rivales s'entendirent néanmoins sur le fait qu'il était important pour les affaires qu'au moins un natif de Pennsylvanie intégrât le cabinet présidentiel. En conséquence, Cameron fut officiellement nommé au poste de secrétaire à la Guerre,. L'historien William Gienapp estime que le choix final de Cameron pour ce ministère qui allait prendre une importance considérable dans les mois à venir constitue une preuve cinglante que Lincoln ne s'attendait pas à devoir affronter une guerre civile. De fait, il devint rapidement clair pour le président que Cameron n'était pas compétent pour ce poste et ce dernier fut éloigné sans pertes ni fracas en étant nommé ambassadeur en Russie en février 1862. Il fut remplacé par Edwin M. Stanton.
Lincoln nomma deux individus issus des États limitrophes au sein de son cabinet. Le premier, Montgomery Blair, fut désigné en tant que ministre des Postes. Originaire du Maryland, Blair appartenait à une famille de politiciens réputés : son père, Francis Preston Blair, avait notamment été un proche conseiller du président Andrew Jackson tandis que son frère cadet, Francis Preston Blair, Jr., était l'un des dirigeants unionistes les plus en vue du Missouri. À la tête du service postal, Blair se montra à la hauteur de sa tâche pendant la guerre mais, compte tenu des relations exécrables entretenues par sa famille avec un certain nombre d'hommes politiques haut placés, il constituait un handicap politique pour Lincoln qui le remplaça en septembre 1864 par William Dennison. Le Missouri fournit le second ministre en provenance d'un État limitrophe en la personne du procureur général Edward Bates, un ancien whig conservateur qui avait été l'un des rivaux de Lincoln pour la nomination à la présidence,. Après la démission de Bates en 1864, Lincoln fit appel à James Speed, le frère aîné de son ami Joshua Speed, pour diriger le département de la Justice.
Lincoln laissa au vice-président élu Hannibal Hamlin toute latitude pour sélectionner le candidat au poste de secrétaire à la Marine, en lui demandant cependant de coordonner sa décision avec Seward. Hamlin recommanda Gideon Welles, un ancien démocrate du Connecticut qui avait précédemment servi au ministère de la Marine sous la présidence de James K. Polk. L'approbation de plusieurs républicains influents, ainsi que l'impression favorable de Lincoln lors de sa rencontre avec Welles à Hartford quelques mois plus tôt, conduisirent à la nomination de ce dernier en tant que secrétaire à la Marine,. Welles servit à ce poste tout au long de la présidence de Lincoln. Le département de l'Intérieur fut confié à Caleb Blood Smith de l'Indiana, un ancien whig dont l'extraction électorale du Midwest était semblable à celle de Lincoln. Critiqué pour ses entreprises aventureuses dans le chemin de fer, ses ennemis l'accusaient en outre d'être un partisan du Sud et estimaient qu'il ne possédait pas les capacités intellectuelles requises pour prétendre à un poste au sein de l'administration. Le choix final de Smith pour le secrétariat de l'Intérieur récompensa surtout sa participation active à la campagne de Lincoln et l'amitié qui unissait les deux hommes,. Smith ne servit que pendant un peu plus de deux ans avant de démissionner en raison de sa mauvaise santé. Il fut remplacé par John Palmer Usher.

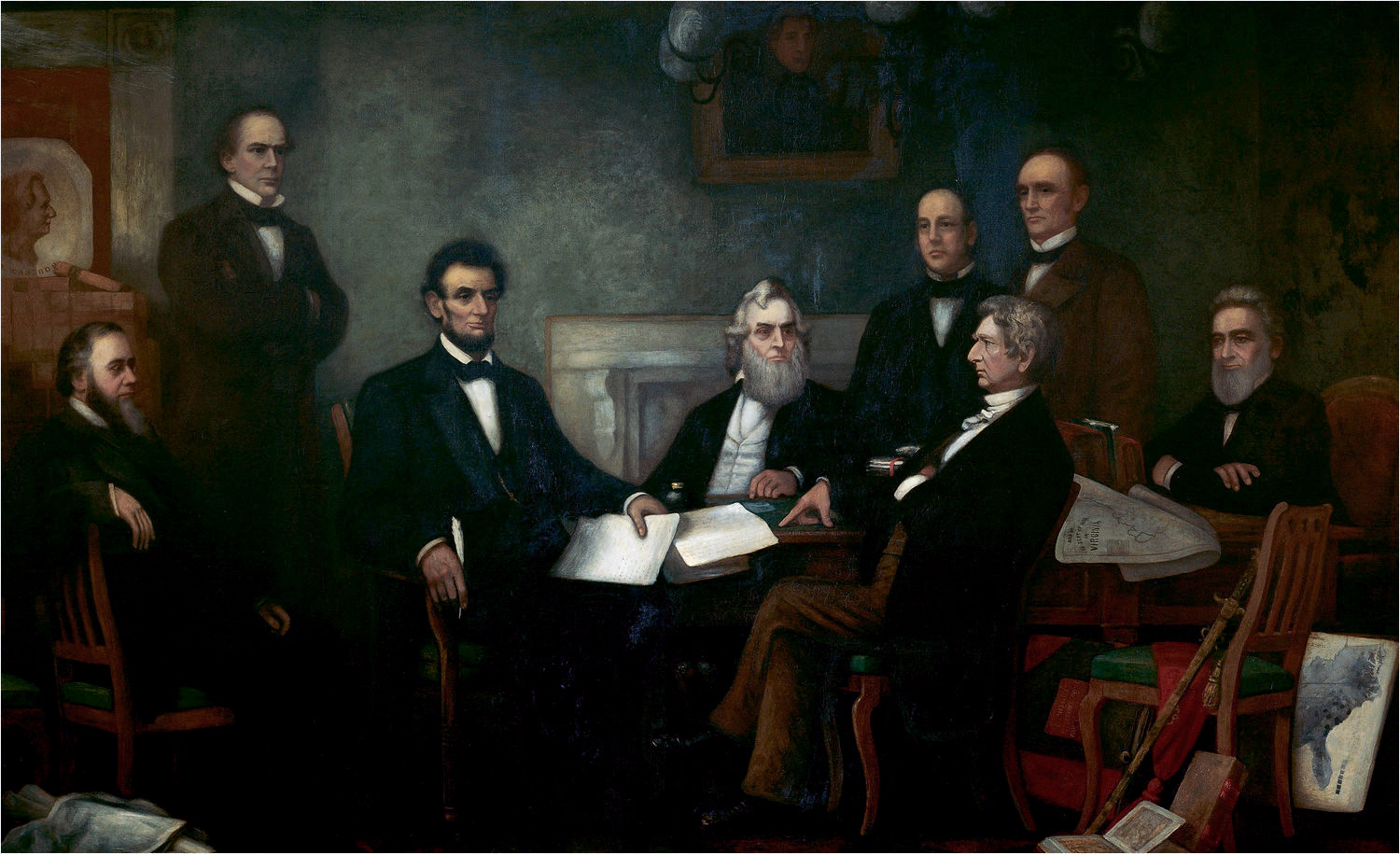
Lincoln et son cabinet réunis pour la première lecture de la proclamation d'émancipation, le 22 juillet 1862. De gauche à droite : Edwin M. Stanton, Salmon P. Chase, Abraham Lincoln, Gideon Welles, Caleb Blood Smith, William Seward, Montgomery Blair et Edward Bates.

## Nominations judiciaires
Les démocrates du Sud avaient exercé une grande influence au sein de la Cour suprême des États-Unis dans la période précédant l'investiture de Lincoln, mais la décision rendue dans l'arrêt Scott v. Sandford de 1857 était devenue impopulaire et contribua largement à revigorer l'électorat républicain dans le Nord. Lorsque Lincoln entra en fonction, un siège à la Cour suprême se trouvait vacant par la mort du juge Peter Vivian Daniel. Deux autres vacances se produisirent au début de l'année 1861 avec le décès de John McLean et la démission de John Archibald Campbell. Lincoln ne procéda toutefois à aucun remplacement jusqu'en janvier 1862. À cette date, il nomma Noah Haynes Swayne, Samuel Freeman Miller et David Davis qui furent tous confirmés par le Sénat. Avec l'adoption du 10e acte de circuit de 1863 par le Congrès, un dixième siège fut ajouté à la Cour suprême et Lincoln désigna Stephen Johnson Field, un démocrate favorable à la poursuite de la guerre, pour l'occuper. À la mort de Roger Brooke Taney en 1864, le président le remplaça au poste de juge en chef des États-Unis par l'ancien secrétaire au Trésor Salmon P. Chase. Les nominations faites par Lincoln donnèrent aux unionistes du Nord une majorité à la Cour. Lincoln nomma également 27 juges dans les cours de district durant son mandat.

## Guerre de Sécession

### Fort Sumter
Lincoln entra en fonction alors qu'une trêve informelle et fragile durait déjà depuis plusieurs mois entre unionistes et confédérés. Sept États du Sud profond avaient fait sécession et l'Union ne contrôlait plus dans la zone revendiquée par la Confédération que le fort Sumter, le fort Pickens près de Pensacola et quelques petits bastions sur l'archipel des Keys, en Floride. Lincoln pensait pouvoir mettre le temps à profit afin de gérer la crise mais ses espoirs furent réduits à néant lorsque, le 5 mars, il reçut une lettre du commandant du fort Sumter, le major Robert Anderson, qui le prévenait que ses troupes seraient à court de vivres dans les cinq à six prochaines semaines.

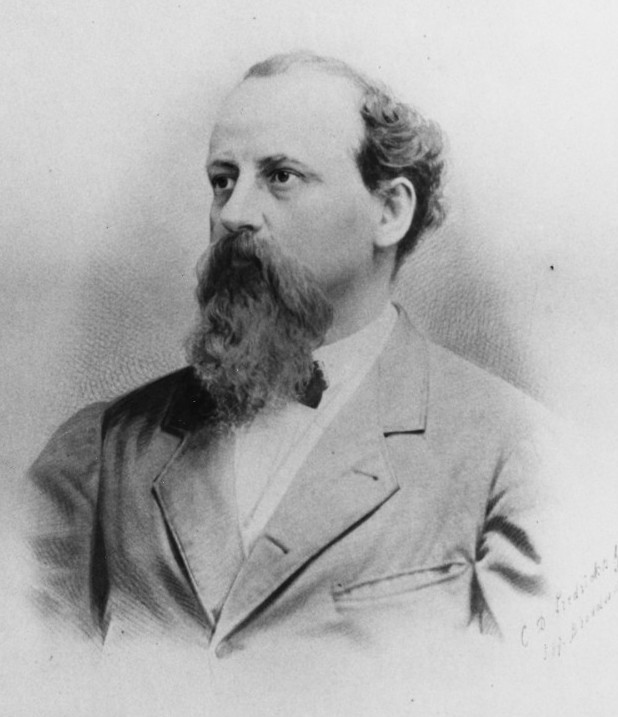
Gustavus Fox, après avoir été officier de marine pendant quinze ans, avait quitté le service en 1853. Il devint l'un des membres les plus importants du ministère de la Marine après son rôle dans la crise du fort Sumter.

À l'occasion d'une réunion avec le président le 7 mars, Scott et le chef du corps des ingénieurs, le colonel Joseph Gilbert Totten, annoncèrent qu'il était impossible de porter secours au fort mais ils se heurtèrent au secrétaire à la Marine Gideon Welles et à son principal assistant Silas Stringham qui pensaient la chose réalisable. Scott estimait sur le plan militaire qu'une flotte importante, au moins 25 000 hommes et plusieurs mois de préparation seraient nécessaires pour défendre le fort. Le 13 mars, Montgomery Blair, partisan d'une défense acharnée du fort Sumter, présenta à Lincoln son beau-frère, Gustavus Fox. Ce dernier exposa au président un plan pour ravitailler le fort par la mer, plan qui avait été approuvé par Scott un mois avant l'investiture de Lincoln mais que Buchanan avait rejeté. Scott avait préalablement avisé Lincoln qu'il était à présent trop tard pour que le plan ait encore une chance de fonctionner, mais le président se montra intéressé par la proposition.
Le plan de Fox fut discuté en réunion de cabinet et Lincoln donna suite à la démarche en demandant le 15 mars à chaque membre du gouvernement de fournir une réponse écrite à la question : « est-il sage d'essayer de ravitailler Fort-Sumpter [sic], quelles que soient les circonstances et en supposant que cela soit possible ? » Blair fut le seul à se montrer en faveur du projet et finalement, les discussions échouèrent à déboucher sur un accord. Lincoln demanda cependant à Fox, Stephen A. Hurlbut et Ward Hill Lamon de se rendre en Caroline du Sud afin d'évaluer la situation. Les rapports qui lui furent adressés, tout en concluant à la nécessité d'un renforcement du secteur devant la menace sudiste de plus en plus pressante, considéraient l'intervention comme faisable, en dépit des réserves formulées sur ce point par Anderson.
Le 28 mars, cependant, Scott recommanda au président d'abandonner le fort Sumter et le fort Pickens, basant sa décision sur des motifs plus politiques que militaires. Le jour suivant, Lincoln, profondément agité, soumit les suggestions du général à son cabinet. Blair avait entretemps été rejoint par Welles et Chase en faveur d'une opération de soutien. Bates fut évasif, Cameron n'était pas là et Seward et Smith se prononcèrent résolument contre. Plus tard dans la journée, Lincoln donna l'ordre à Fox de commencer à rassembler une escadre afin de secourir le fort Sumter. Le 6 avril, alors que l'expédition était prête à partir, Lincoln demanda au clerc du département d'État Robert S. Chew d'informer le gouverneur de Caroline du Sud Francis Wilkinson Pickens du ravitaillement imminent du fort.
Le message fut délivré à Pickens le 8 avril et communiqué par télégraphe durant la nuit au président de la Confédération Jefferson Davis. Le cabinet confédéré, installé à Richmond en Virginie, s'était déjà rencontré une première fois pour discuter de la crise du fort Sumter, et le 10 avril, Davis décida d'exiger la reddition du fort et de bombarder la position en cas de refus. L'attaque contre le fort débuta le 12 avril et se termina le lendemain par la reddition de la garnison nordiste ; l'expédition de secours envoyée par l'Union arriva trop tard pour intervenir. La guerre de Sécession avait commencé.

### À la tête de l'Union pendant la guerre

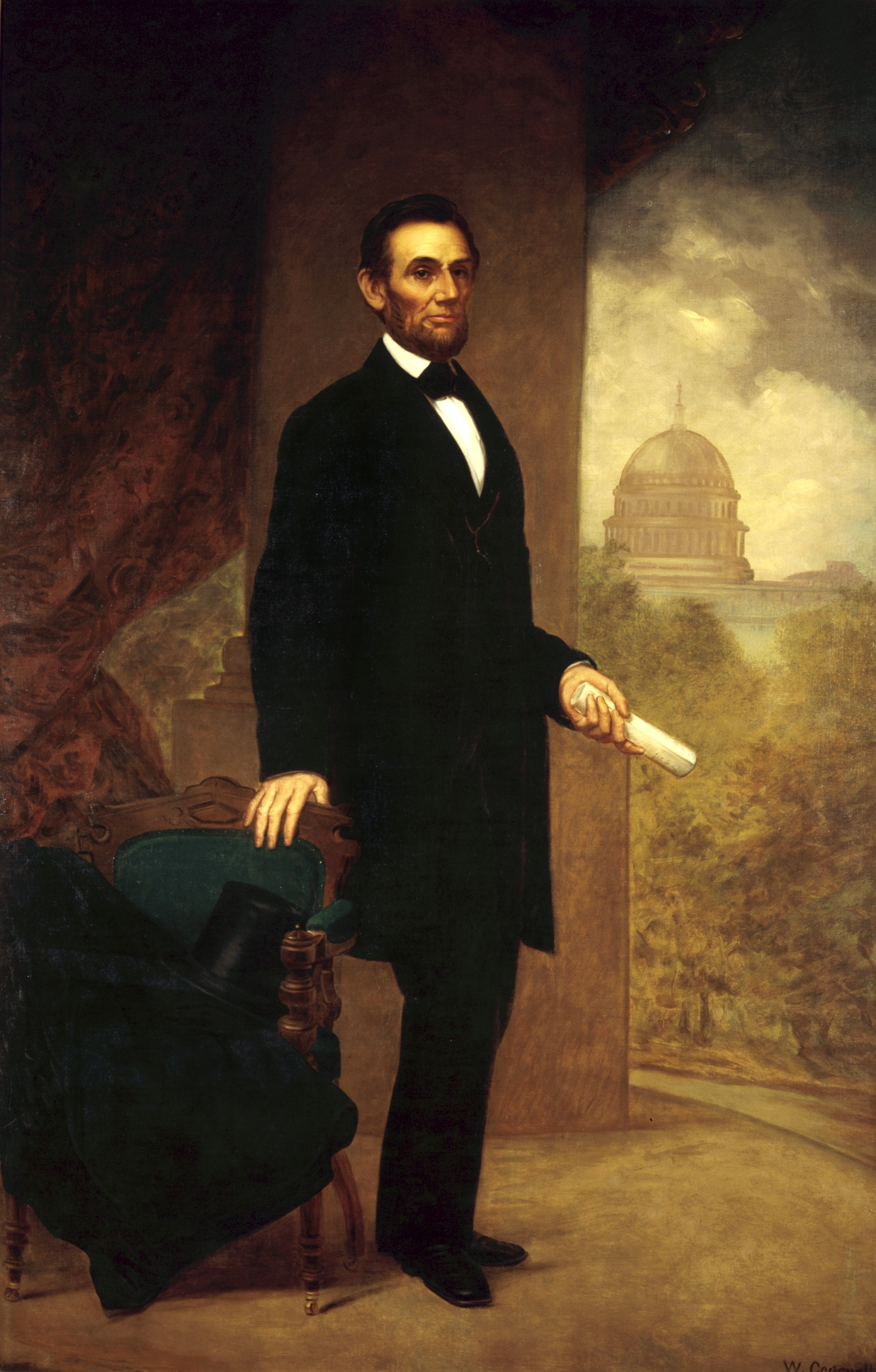
Le président Abraham Lincoln, par William F. Cogswell. Lincoln imposa très rapidement le rôle prédominant de l'exécutif dans la gestion des affaires militaires et usa de pouvoirs exceptionnels pour faire face à la crise.

Après la bataille de Fort Sumter, Lincoln réalisa l'importance d'un rapide contrôle de la guerre par l'exécutif et mit aussitôt en place une stratégie globale afin de mater la rébellion des États confédérés. Lincoln devait faire face à une crise politique et militaire sans précédent à laquelle il répondit en faisant usage des pouvoirs exceptionnels que lui conféraient sa position de commandant en chef. Il étendit ses pouvoirs militaires, imposa un blocus aux ports confédérés et déboursa des sommes importantes sans avoir obtenu l'autorisation du Congrès. Il fit également suspendre l'habeas corpus ce qui lui permit de faire emprisonner sans jugement des milliers de personnes suspectées d'être des sympathisants de la Confédération, avec le soutien du Congrès et de l'opinion publique du Nord. Il devait en outre gérer l'accroissement des sentiments unionistes dans les États esclavagistes proches de la frontière et éviter que la guerre ne dégénère en un conflit international,. De fait, alors que le développement de l'État fédéral avait toujours été regardé avec suspicion aux États-Unis, les circonstances particulières engendrées par la sécession justifièrent une augmentation massive des dépenses militaires ; le budget du gouvernement connut ainsi une hausse de 700 % durant la première année du conflit. Malgré le contexte de guerre civile, le Parti démocrate continua d'exister tandis que la presse, quoique soumise à la censure, poursuivit ses activités.
Peu après la chute du fort Sumter, Lincoln fit publier une proclamation qui appelait sous les drapeaux 75 000 hommes de la milice d'État pour un service de trois mois. Les États du Nord envoyèrent les effectifs demandés mais certains États situés sur la frontière, comme le Missouri, refusèrent d'obéir. Au mois de juillet, Lincoln convoqua le Congrès en séance extraordinaire. En agissant ainsi, il courait le risque de voir les parlementaires tenter d'empiéter sur ses prérogatives mais il avait besoin du Congrès pour obtenir les crédits nécessaires à la lutte contre la Confédération. Sur le conseil de Winfield Scott, Lincoln proposa au général Robert Lee le commandement des armées de l'Union mais ce dernier rejoignit finalement le camp des confédérés. Les soldats nordistes présents dans les États du Sud brûlèrent les installations fédérales afin d'empêcher qu'elles ne tombent aux mains des sudistes, tandis qu'une émeute conduite par des partisans de la Confédération éclata à Baltimore. Pour assurer la sécurité de la capitale, Lincoln fit suspendre l’habeas corpus dans le Maryland et ignora un arrêt de la Cour suprême lui ordonnant de faire libérer un prisonnier détenu dans les geôles fédérales. Alors que Lincoln s'efforçait de maintenir l'ordre dans le Maryland et dans les autres États de la frontière, la Virginie, la Caroline du Nord, l'Arkansas et le Tennessee firent sécession.
Avec la sécession de ces États et le départ de leurs représentants, le Parti républicain put prendre le contrôle des deux chambres du Congrès, soutenus par les démocrates favorables à la poursuite de la guerre. Rapidement, les opérations militaires devinrent un enjeu central pour l'administration présidentielle et Lincoln y consacra une grande partie de son temps et de son énergie. Dès le début, il était clair qu'une politique bipartisane serait nécessaire à la conduite de l'effort de guerre, mais le terrain d'entente fut difficile à trouver car les dispositions visant à aboutir à un compromis contribuaient invariablement à aliéner les factions des deux bords, comme ce fut le cas pour la promotion de républicains et de démocrates à des postes de commandements de l'armée de l'Union. Les copperheads (« vipères cuivrées », démocrates partisans d'un accord de paix avec les Confédérés) critiquèrent Lincoln pour son opposition à un compromis sur la question de l'esclavage, alors qu'à l'inverse, les républicains radicaux lui reprochèrent sa lenteur à mettre fin à cette pratique. Le 6 août 1861, Lincoln ratifia le Confiscation Act qui autorisait la justice à confisquer et libérer les esclaves contraints de soutenir l'effort de guerre confédéré. Bien que cette loi n'ait eu en pratique qu'un impact limité, elle constitua un soutien politique aux unionistes favorables à l'abolition de l'esclavage dans le territoire de la Confédération,.
En termes de stratégie militaire, Lincoln dégagea deux priorités : assurer la défense de Washington et mener sur le terrain une campagne agressive afin d'obtenir la victoire rapide et décisive souhaitée par le Nord. En effet, la plupart des journaux du Nord estimaient alors la victoire possible en 90 jours. Lincoln se réunissait avec son cabinet deux fois par semaine et sa femme, Mary Lincoln, effrayée par le rythme de travail de son mari, le forçait parfois à effectuer une promenade en calèche pour se distraire. Lincoln apprit beaucoup de l'art de la stratégie en lisant l'un des ouvrages de son chef d'état-major, le général Henry Halleck — un disciple du théoricien militaire européen Antoine de Jomini —, et réalisa le besoin pour les troupes de l'Union de contrôler des points stratégiques majeurs comme le Mississippi. Il identifia également l'importance de Vicksburg sur le plan géographique et comprit qu'il serait nécessaire de battre complètement l'armée de la Confédération plutôt que d'occuper simplement son territoire.
En juillet 1861, le Congrès vota les crédits demandés pour porter l'effectif des troupes à 500 000 hommes. Organiser l'armée se révéla être un défi de taille pour Lincoln et plus particulièrement pour le secrétariat à la Guerre ; beaucoup d'officiers de carrière échappaient à la juridiction civile alors que les milices des États aspiraient à davantage d'autonomie. Le soutien de l'administration locale dans la mobilisation des soldats était également primordiale pour la réussite de l'effort de guerre et Lincoln usa de son pouvoir et de ses talents diplomatiques pour s'assurer que les dirigeants du Nord appliquaient avec ponctualité les instructions du gouvernement fédéral. Étant parvenu à rendre l'opinion du Nord hostile à la sécession, Lincoln décida ensuite d'attaquer Richmond, la capitale confédérée, située à tout juste 160 km de Washington. L'état inquiétant dans lequel se trouvaient les secrétariats à la Guerre et à la Marine et les conseils de Scott qui estimait que l'armée n'était pas suffisamment entraînée ne modifièrent pas son opinion et il ordonna à ses généraux de prendre l'offensive. Scott étant trop âgé pour se placer lui-même à la tête des troupes, le général Irvin McDowell fut chargé de se diriger au sud avec une armée de 30 000 hommes. McDowell se heurta en chemin au corps confédéré du général Pierre Gustave Toutant de Beauregard lors de la première bataille de Bull Run et essuya une sévère défaite, dissipant tout espoir d'une victoire rapide.

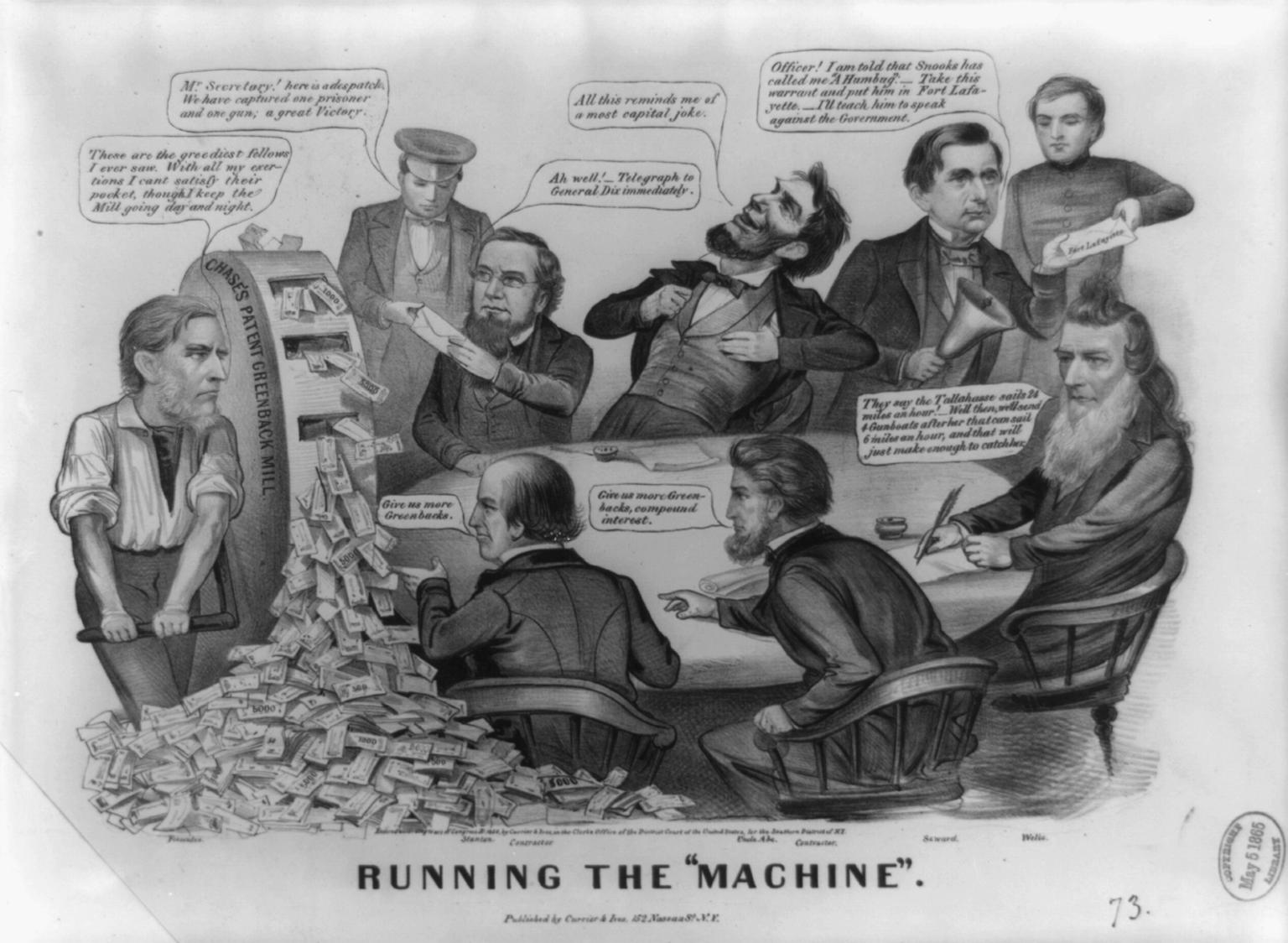
« Ou comment faire tourner la machine » : caricature politique de 1864 raillant l'incompétence de l'administration Lincoln. Sont identifiables autour de la table William P. Fessenden, Edwin M. Stanton, William Seward, Gideon Welles et Lincoln.

À la fin du mois d'août 1861, sans avoir obtenu l'accord de Washington, le général John Charles Frémont, ancien candidat républicain à l'élection présidentielle de 1856, proclama la loi martiale dans l'État du Missouri. La déclaration stipulait que tout citoyen trouvé les armes à la main serait traduit en cour martiale et fusillé, et que les esclaves appartenant à des personnes soutenant les rebelles seraient affranchis. Frémont était à cette époque sous le coup d'accusations de négligence dans son commandement des régions militaires de l'Ouest auxquelles vinrent s'ajouter des soupçons de fraude et de corruption, et Lincoln fit annuler sa proclamation qui constituait selon lui un acte politique illégal et inutile sur le plan militaire. Cette décision de Lincoln incita près de 40 000 personnes originaires du Maryland, du Kentucky et du Missouri à s'enrôler dans les troupes de l'Union.
Lincoln contrôlait minutieusement les rapports télégraphiques qui entraient dans les bureaux du ministère de la Guerre et surveillait de très près la conduite des opérations militaires. Il consultait régulièrement les gouverneurs des États et nommait les généraux selon leurs succès passés, leur territoire d'origine et leur parti politique. En janvier 1862, après avoir reçu des plaintes qui mettaient en cause l'inefficacité et le mercantilisme du secrétariat à la Guerre, Lincoln força Cameron à démissionner et le remplaça à la tête du ministère par Edwin M. Stanton, un conservateur favorable aux milieux d'affaires et unioniste farouche, anciennement affidé au Parti démocrate et qui s'était finalement rallié aux républicains radicaux. Il fut souvent amené à travailler plus fréquemment et plus intimement avec Lincoln que n'importe quel autre membre du cabinet, si bien que les historiens Thomas et Hyman écrivirent que « Stanton et Lincoln dirigèrent quasiment la guerre à deux ».

### Théâtre oriental, 1861-1864
Après la défaite de l'Union à la première bataille de Bull Run et le départ à la retraite de Winfield Scott à la fin de l'année 1861, Lincoln nomma le major-général George McClellan au poste de général en chef des armées de l'Union. Ancien élève de l'académie militaire de West Point, McClellan avait été avant la guerre entrepreneur dans les chemins de fer et était devenu en Pennsylvanie une figure locale du Parti démocrate. Il prit plusieurs mois pour planifier sa campagne dans la péninsule et Lincoln, tout comme l'opinion publique nordiste, s'impatienta de la lenteur des préparatifs alors même que les Confédérés étaient toujours massés près de Washington. L'objectif de la campagne était de capturer Richmond en transportant l'armée du Potomac par bateaux jusqu'à la péninsule et de progresser ensuite sur la terre ferme en direction de la capitale confédérée. L'accumulation des retards par McClellan dans la mise en œuvre des opérations irrita d'autant plus Lincoln et le Congrès que le général n'estimait pas nécessaire de défendre Washington. Lincoln insista pour garder sous la main une partie de l'armée du Potomac afin de protéger l'accès à la capitale et McClellan, qui surestimait de manière chronique les effectifs des forces confédérées, attribua à cette décision l'échec final de la campagne Péninsulaire.

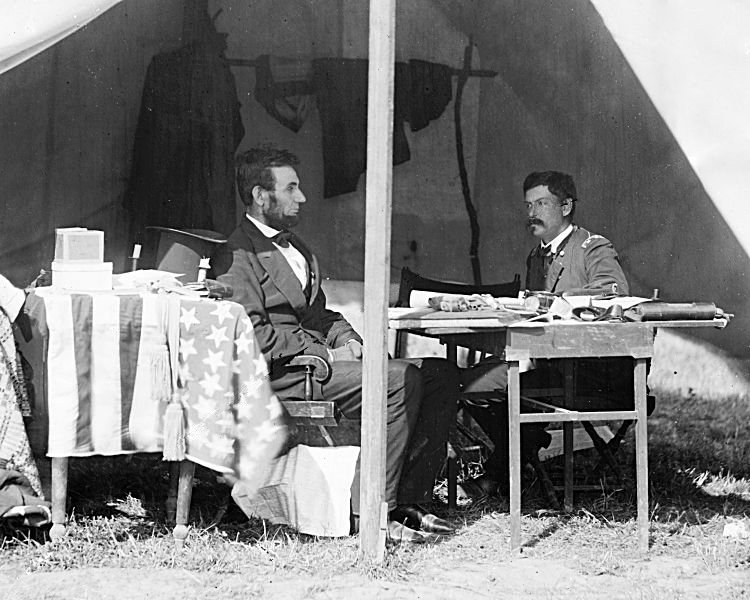
Lincoln et le général McClellan après la bataille d'Antietam, le 3 octobre 1862.

Le 11 mars 1862, Lincoln retira à McClellan son grade de général en chef, lui laissant le commandement de la seule armée du Potomac, officiellement pour que McClellan soit libre de consacrer toute son attention au mouvement sur Richmond. Le poste de général en chef, resté vacant, fut finalement confié à Henry Halleck. Les républicains radicaux réussirent à faire pression sur Lincoln pour que soit nommé le général John Pope, un républicain, à la tête de la nouvelle armée de Virginie. Pope décida de marcher sur Richmond par le nord, se conformant ainsi à la stratégie de Lincoln qui voulait mettre la capitale à l'abri d'une attaque. Toutefois, McClellan ne lui envoya pas les renforts demandés et Pope essuya une sévère défaite lors de la seconde bataille de Bull Run à l'été 1862, forçant l'armée du Potomac à se placer une nouvelle fois sur la défensive. La guerre s'étendit la même année aux opérations navales avec le combat de Hampton Roads, qui mit aux prises la flotte confédérée et les navires de l'Union dans le port de Norfolk en Virginie. Au cours de l'engagement, le CSS Virginia endommagea ou coula trois vaisseaux nordistes avant de subir à son tour des dégâts lors d'un échange de tirs avec l'USS Monitor. Lincoln lut attentivement les nouvelles et interrogea les officiers de marine sur leur comportement durant la bataille.
Désespéré, et malgré son dissentiment envers McClellan, Lincoln le reconduisit dans ses fonctions et lui confia le commandement de toutes les unités rassemblées autour de Washington, au grand désarroi de son cabinet à l'exception notable de Seward. Deux jours après le retour en grâce de McClellan, l'armée confédérée du général Robert Lee franchit le Potomac dans le Maryland et, le 17 septembre 1862, disputa aux troupes nordistes la bataille d'Antietam. L'affrontement s'acheva sur une coûteuse victoire de l'Union — les pertes essuyées par les deux belligérants en font le jour le plus sanglant de toute l'histoire américaine —, mais cela permit à Lincoln d'annoncer la prochaine entrée en vigueur de la proclamation d'émancipation. Lincoln avait rédigé la proclamation quelque temps auparavant mais il avait préféré attendre une victoire militaire pour rendre son annonce publique afin de ne pas paraître agir en position de faiblesse. Après sa victoire d'Antietam, McClellan refusa de poursuivre l'armée de Lee malgré les demandes réitérées du président en ce sens, une attitude comparable à celle du général Don Carlos Buell, commandant l'armée de l'Ohio, qui s'entêta à ne pas obéir aux ordres le pressant de se porter contre les troupes rebelles dans l'ouest du Tennessee. En conséquence, Lincoln remplaça Buell par le général William Rosecrans et, après les élections de mi-mandat de 1862, retira le commandement de l'armée du Potomac à McClellan au profit du républicain Ambrose Burnside. Rosecrans et Burnside étaient des modérés sur le plan politique et Lincoln espérait qu'ils se montreraient plus respectueux de son autorité de commandant en chef.

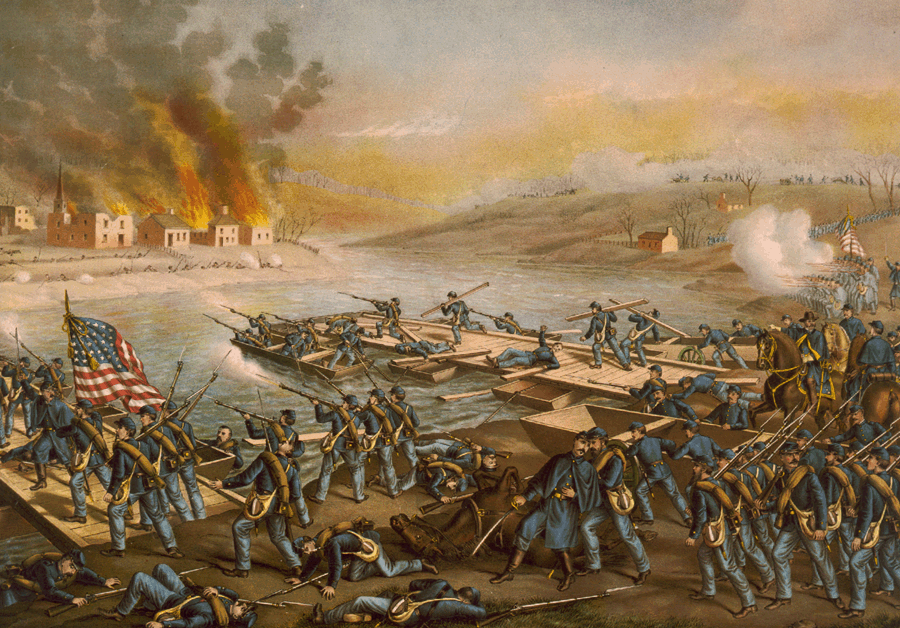
La bataille de Fredericksburg, le 3 mai 1863, se solde par une nette victoire des Confédérés. Cet échec conduit Lincoln à remplacer Burnside par le général Joseph Hooker à la tête de l'armée du Potomac.

Burnside, contre l'avis du président, lança une offensive prématurée sur la rivière Rappahannock et subit une défaite écrasante aux mains de Lee à la bataille de Fredericksburg. Le mécontentement des soldats et l'indiscipline s'ajoutèrent à la défaite tactique de l'Union et les désertions, qui se comptaient déjà par milliers en 1862, augmentèrent encore après Fredericksburg. Burnside démissionna et Lincoln désigna à la tête de l'armée du Potomac le général Joseph Hooker, malgré les propos que ce dernier avait tenu en faveur de la mise en place d'une dictature militaire. Au mois de novembre, les républicains avaient perdu de nombreux sièges lors des élections à la Chambre des représentants en raison d'un climat hostile à l'administration pour son échec à mettre rapidement fin à la guerre, aggravé par un contexte marqué par une inflation galopante, la mise en place de taxes élevées, des rumeurs de corruption, la suspension de l'habeas corpus, l'instauration de la conscription et la crainte que la présence des esclaves affranchis n'affaiblisse le marché du travail. Si la proclamation d'émancipation annoncée en septembre permit aux républicains de marquer des points dans les zones rurales de la Nouvelle-Angleterre et du Nord, elle fut en revanche largement désavouée par l'électorat des villes et des régions du Midwest inférieur. Le découragement des républicains contrasta avec l'énergie des démocrates qui obtinrent de bons scores en Pennsylvanie, dans l'Ohio, dans l'Indiana et dans l'État de New York. Les républicains réussirent cependant à conserver leur majorité au Congrès et dans la plupart des États, excepté New York. La gazette de Cincinnati observa que les votants étaient « déprimés par cette guerre qui n'en finissait pas, par la manière dont elle avait été conduite jusqu'à présent et par l'épuisement rapide des ressources nationales sans véritable progrès ».
Au printemps 1863, plusieurs campagnes militaires étaient en cours de préparation et Lincoln se montrait optimiste sur leurs chances de réussite, estimant que la fin de la guerre serait proche si les troupes de l'Union avaient la possibilité de remporter une série de victoires combinées. Il était convenu que l'armée du Potomac commandée par Hooker se porterait contre Lee en avant de Richmond tandis que Rosecrans et Grant effectueraient respectivement une attaque contre Chattanooga et Vicksburg ; un raid naval était également prévu contre Charleston. Hooker fut vaincu par Lee à la bataille de Chancellorsville au mois de mai mais il continua à diriger ses troupes pendant quelques semaines. Ignorant l'ordre de Lincoln qui lui demandait de diviser ses forces, sa démission fut acceptée par le président qui le remplaça par le général George Meade. Ce dernier se lança aux trousses de Lee dont l'armée s'avançait alors en Pennsylvanie et l'affronta au cours de la bataille de Gettysburg, qui s'acheva sur une victoire de l'Union bien que l'armée confédérée ait finalement réussi à échapper à la capture. Au même moment, après quelques revers initiaux, Grant mit le siège devant Vicksburg tandis que la flotte unioniste remportait quelques avantages partiels dans le port de Charleston. Après Gettysburg, Lincoln comprit que ses directives militaires seraient mieux appliquées s'il faisait transmettre ses ordres par l'intermédiaire du ministère de la Guerre ou celui du général en chef, car ses généraux n'appréciaient pas qu'un civil vienne interférer dans la conception de leurs plans. Toutefois, il continua à donner régulièrement des instructions détaillées à ses officiers en sa qualité de commandant en chef.
En novembre 1863, Lincoln fut invité à Gettysburg afin d'inaugurer le premier cimetière national du pays et honorer la mémoire des soldats tués au combat. Le discours qu'il prononça à cette occasion est considéré comme une référence dans la vie politique américaine. Défiant la prédiction de Lincoln que « le monde ne sera guère attentif à nos paroles, ni ne s'en souviendra longtemps », ce texte devint le discours le plus cité de l'histoire des États-Unis. En 272 mots et trois minutes, Lincoln affirma que la nation était née non pas en 1789, date de la ratification de la Constitution, mais avec la déclaration d'indépendance de 1776. Il caractérisa la guerre comme une épreuve vouée aux principes de liberté et d'égalité pour tous — l'émancipation des esclaves était alors devenue l'un des objectifs de guerre de l'Union. Le président déclara ensuite que tous ces soldats n'étaient pas morts en vain, que l'abolition de l'esclavage serait la récompense des sacrifices consentis et que le futur de la démocratie dans le monde serait assuré : « le gouvernement du peuple, par le peuple et pour le peuple, ne disparaîtra jamais de la surface de la terre ». Lincoln pensait que la renaissance de l'idéal de liberté était au fond le vrai objectif de la guerre civile,.

### Théâtre occidental et blocus naval

Carte de la guerre de Sécession en 1863. Malgré plusieurs échecs sur le front oriental, l'Union réussit à prendre l'avantage sur le théâtre occidental, occupant le Tennessee et le fleuve Mississippi à la fin de l'année 1863.

Contrairement au théâtre oriental de la guerre, Lincoln exerça un contrôle plus indirect sur les opérations qui se déroulaient à l'ouest des Appalaches. À la fin de l'année 1861, le président ordonna au général Don Carlos Buell, commandant le département de l'Ohio, et au général Henry Halleck, nommé commandant du département du Missouri en remplacement de Frémont, de coordonner leurs efforts avec les unionistes présents dans le Kentucky et à l'est du Tennessee. Le général Ulysses S. Grant attira rapidement l'attention de Lincoln en remportant la première victoire importante de l'Union à la bataille de Fort Henry avant de triompher à nouveau à Fort Donelson, ce qui lui valut une renommée nationale. Les confédérés furent repoussés sur le Missouri dès le début de la guerre à la suite de la bataille de Pea Ridge en mars 1862. En avril de la même année, une flotte américaine commandée par le contre-amiral David Farragut captura l'importante cité portuaire de La Nouvelle-Orléans.
Grant remporta d'autres victoires à la bataille de Shiloh et lors du siège de Vicksburg qui affermirent la position de l'Union sur le Mississippi ; la prise de Vicksburg est ainsi considérée comme l'un des tournants de la guerre de Sécession. En octobre 1863, Lincoln nomma Grant à la tête de la division militaire du Mississippi nouvellement créée, lui donnant le commandement de tout le théâtre occidental de la guerre. Grant, avec les généraux Joseph Hooker, George H. Thomas et William Tecumseh Sherman, conduisit au mois de novembre la victorieuse campagne de Chattanooga, expulsant les troupes confédérées du Tennessee. La chute de Chattanooga rendit la Géorgie vulnérable à une attaque et augmenta la possibilité pour l'Union de progresser vers l'océan Atlantique afin de couper en deux le territoire de la Confédération.
En avril 1861, Lincoln proclama le blocus de tous les ports situés en territoire confédéré. Les navires commerciaux n'étaient plus assurés et le trafic régulier fut interrompu. Le Sud commit une première faute en mettant un embargo sur les exportations de coton dès 1861 alors que le blocus n'était pas encore effectif. Lorsque les dirigeants sudistes réalisèrent leur erreur, il était trop tard : la période du king cotton avait vécu, le Sud exportant moins de 10 % de sa production cotonnière. Le blocus mit un terme à l'activité des dix ports de la Confédération ainsi que des lignes de chemins de fer qui transportaient la quasi-totalité de la production de coton ; La Nouvelle-Orléans, Mobile et Charleston furent particulièrement touchés. À l'été 1861, des navires nordistes mouillaient au large des principaux ports confédérés et plus de 300 bâtiments se trouvaient déployés au large des côtes l'année suivante. L'historien David Surdam estime que le blocus fut une arme efficace, ayant permis au Nord de ruiner économiquement le Sud au prix de très peu de vies humaines. Dans la pratique, il rendit inutile la culture du coton, privant la Confédération de sa première source de revenus, raréfia les importations et porta un coup sévère au commerce côtier.

### Nomination du général Grant au commandement des armées de l'Union

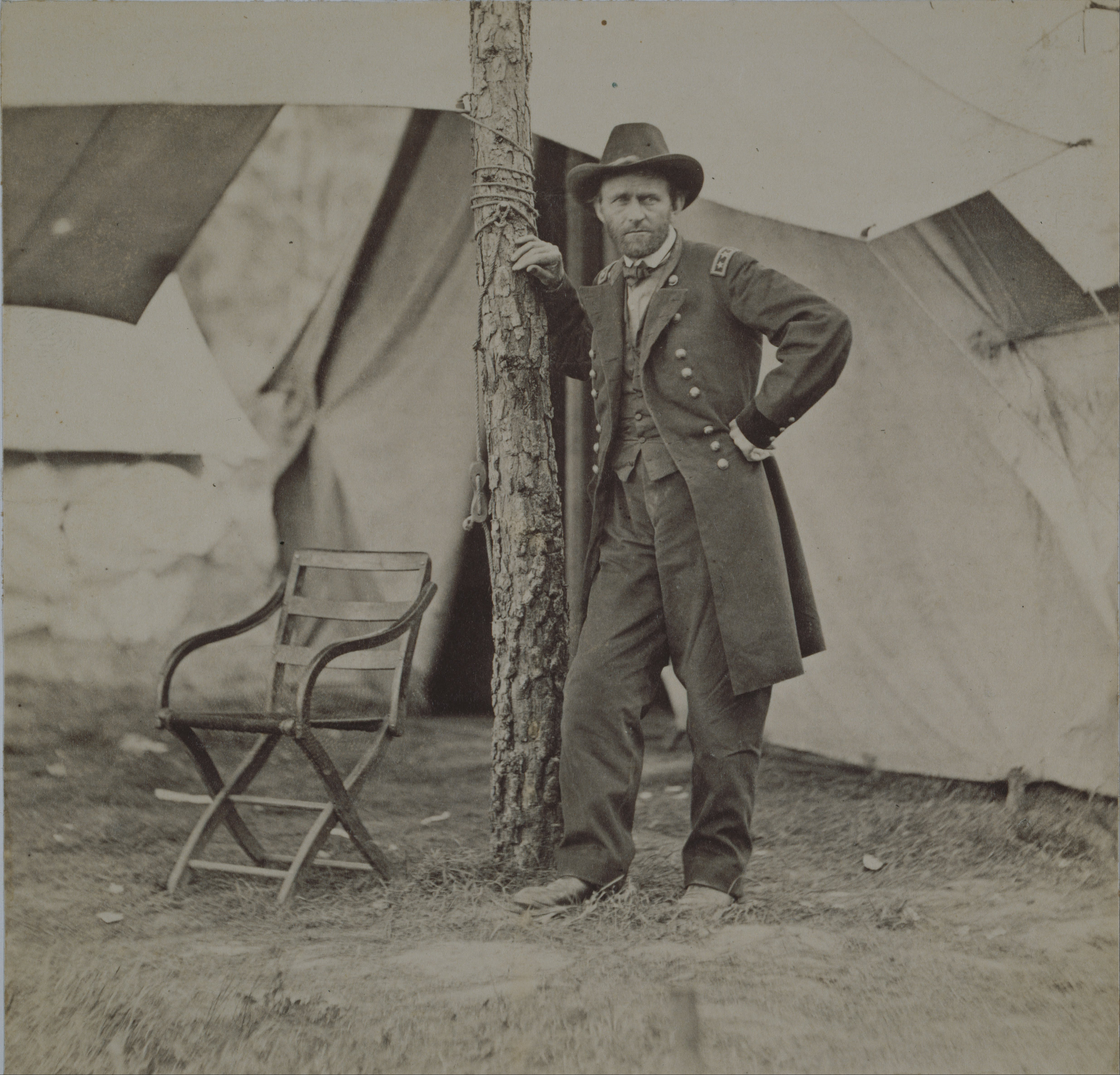
Le général Ulysses S. Grant à Cold Harbor en 1864.

Après Gettysburg, Lincoln avait été déçu par l'incapacité de Meade à capturer l'armée de Lee lors de sa retraite et par la passivité prolongée de l'armée du Potomac. Une réorganisation du commandement lui parut nécessaire. Les victoires du général Ulysses S. Grant à la bataille de Shiloh et lors de la campagne de Vicksburg avaient impressionné Lincoln et faisaient de Grant un candidat légitime pour diriger les armées de l'Union. Répondant aux critiques dont Grant avait fait l'objet après Shiloh, le président avait déclaré : « je ne peux pas me priver de cet homme. Il se bat ». Lincoln estimait qu'un chef déterminé comme Grant serait capable d'entreprendre des offensives coordonnées sur l'ensemble du front et que lui-même disposerait d'un général en chef qui partageait ses vues sur l'utilisation des troupes noires. Lincoln était néanmoins inquiet à l'idée que Grant puisse envisager de se présenter à l'élection présidentielle de 1864, à l'instar de McClellan. Lincoln fit sonder par un intermédiaire les intentions politiques de Grant et, après s'être assuré qu'il n'en avait aucune, nomma Grant Commanding General of the United States Army. Le Congrès restaura pour ce dernier le grade de lieutenant général qui n'avait plus été décerné depuis George Washington.
En 1864, Grant mena une série de sanglantes batailles formant ce qui fut appelé l’Overland Campaign : elle est souvent considérée comme une guerre d'usure car malgré les succès défensifs remportés par la Confédération aux batailles de la Wilderness et de Cold Harbor et les pertes terribles infligées à l'Union, l'armée de Lee accusait proportionnellement un pourcentage de pertes presque aussi élevé que celui des nordistes. Devant un coût humain de plus en plus exorbitant — Grant avait déjà perdu le tiers de son armée —, le Nord s'alarma et le président Lincoln demanda à Grant quels étaient ses plans, ce à quoi le général répondit : « je suggère que l'on combatte de cette manière, même si cela doit nous prendre tout l'été ». À la surprise de Lee, qui s'attendait à une attaque sur Richmond, Grant fit mouvement en direction du sud, franchit la James River et vint mettre le siège devant Petersburg, où les deux adversaires engagèrent une véritable guerre de tranchées pendant près de neuf mois. Parallèlement, Lincoln et le Parti républicain s'employèrent à mobiliser les soutiens en faveur de la conscription à travers le Nord et réussirent à compenser les pertes militaires.
Lincoln autorisa Grant à s'attacher particulièrement à la destruction des plantations, des ponts et des chemins de fer afin de détruire le moral du Sud et affaiblir sa capacité économique à poursuivre le combat. Alors que la marche de Grant sur Petersburg avait coupé les communications ferroviaires entre Richmond et les États du Sud, les troupes des généraux Sherman et Sheridan ravagèrent les plantations et les villes de la vallée de Shenandoah. La « campagne de Savannah » de Sherman entre novembre et décembre 1864 infligea des dégâts considérables aux infrastructures confédérées mais la destruction ne fit pas l'objet d'un plan systématique de Lincoln et de ses généraux pour qui l'objectif principal était la défaite totale des armées de la Confédération. L'historien Mark E. Neely, Jr. souligne ainsi qu'il n'y eut jamais le moindre projet d'engager une « guerre totale » contre les civils, contrairement à ce qui se passerait plus tard lors de la Seconde Guerre mondiale.

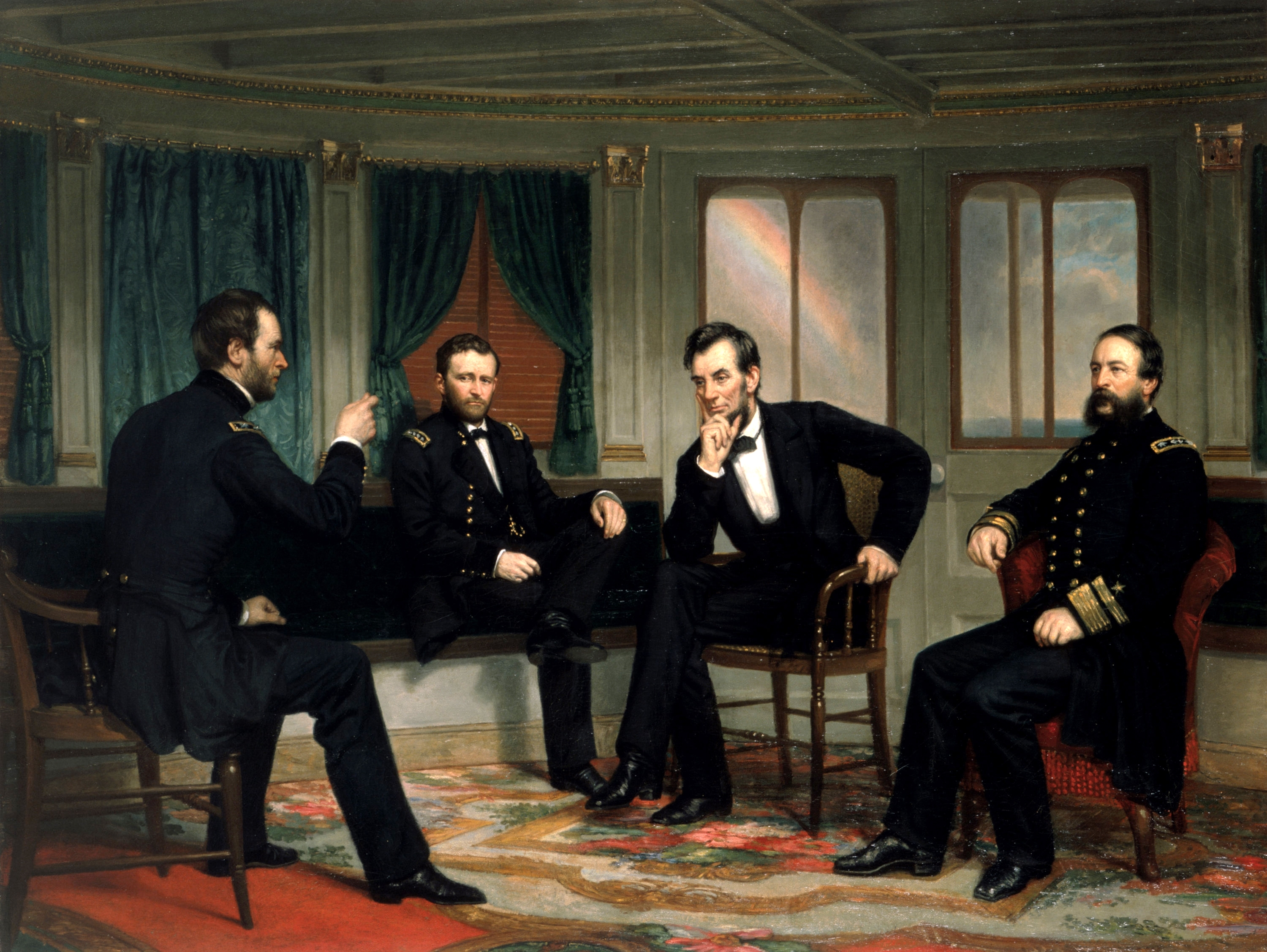
Sherman, Grant, Lincoln et Porter à bord du River Queen le 28 mars 1865. George Peter Alexander Healy, The Peacemakers, 1868.

À la même période, le général confédéré Jubal Early organisa une série d'attaques contre le Nord et réussit à menacer sérieusement Washington. Lors du raid sudiste contre la capitale en juillet 1864, alors que Lincoln observait personnellement le combat depuis une position exposée, le capitaine Oliver Wendell Holmes lui cria : « espèce d'imbécile, mettez-vous à couvert avant de vous faire tuer ! » Grant, qui s'était vu prié à de nombreuses reprises de venir défendre Washington, détacha finalement le général Sheridan qui repoussa Early et mit fin à la menace confédérée dans ce secteur. Tandis que Grant continuait à harasser l'armée de Lee, les discussions autour de la paix arrivèrent sur la table des négociations. Une délégation conduite par le vice-président de la Confédération Alexander Stephens rencontra Lincoln, Seward et d'autres représentants du Nord à Hampton Roads. Lors des pourparlers, Lincoln refusa de traiter la Confédération sur un pied d'égalité et affirma que son seul objectif était de mettre un terme aux combats. La rencontre se solda finalement par un échec.
En mars 1865, Lincoln, Grant, Sherman et l'amiral Porter se rencontrèrent au quartier général de City Point pour définir la stratégie de l'Union dans les derniers jours de la guerre. Le 1er avril 1865, Grant parvint à contourner l'armée de Lee lors de la bataille de Five Forks et encercla presque complètement Petersburg. Le gouvernement confédéré dut abandonner Richmond dans laquelle Lincoln fit son entrée quelques jours plus tard. L'accueil glacial des sudistes blancs contrasta avec la réaction des esclaves affranchis qui l'acclamèrent en héros. Le 9 avril, Lee capitula devant Grant à Appomattox, portant un coup décisif à la rébellion du Sud. Les combats se poursuivirent quelque temps sur les autres fronts mais la guerre de Sécession prit fin dans les semaines qui suivirent la reddition de Lee.

### Reconstruction
Avec la soumission des États du Sud, le gouvernement américain était dans la nécessité de recomposer une administration à la tête de ces États et très vite se posa la question des individus appelés à en faire partie. Au Tennessee et en Arkansas, deux territoires à l'importance cruciale, Lincoln nomma respectivement Andrew Johnson et le général Frederick Steele au poste de gouverneur militaire. En Louisiane, il ordonna au général Nathaniel P. Banks de proclamer un plan d'amnistie qui devait déboucher sur un réadmission de l'État dans l'Union en cas d'approbation par au moins 10 % des votants. Les démocrates prirent prétexte de ces nominations pour accuser Lincoln d'utiliser son pouvoir militaire à la seule fin d'assouvir ses projets politiques. De leur côté, les radicaux jugeaient la politique du président trop laxiste. À partir du mois de juillet 1863, alors que la victoire militaire de l'Union apparaissait de plus en plus probable, les nordistes commencèrent à débattre de la manière dont les États du Sud seraient réintégrés politiquement aux États du Nord après la guerre. Le démocrate Reverdy Johnson proposa de retirer la proclamation d'émancipation et d'amnistier purement et simplement les Confédérés. À l'inverse, des républicains radicaux tels que Charles Sumner estimaient que le Sud, ayant fait acte de rébellion, devait être dépossédé de tous ses droits. En soumettant l'introduction d'un « plan de 10 % », Lincoln chercha à établir un compromis garantissant à la fois l'émancipation des esclaves confédérés et la réintégration des États du Sud à partir du moment où 10 % des votants d'un État prêtaient allégeance à l'Union et juraient de respecter l'émancipation en vigueur. Les radicaux considéraient toutefois que cette politique était trop indulgente et plaidèrent pour un « serment renforcé » (ironclad oath) qui visait à empêcher toute personne ayant soutenue la Confédération de voter pour les élections dans les territoires du Sud. En 1864, les radicaux obtinrent le passage de la loi Wade-Davis mais se heurtèrent au veto présidentiel de Lincoln.

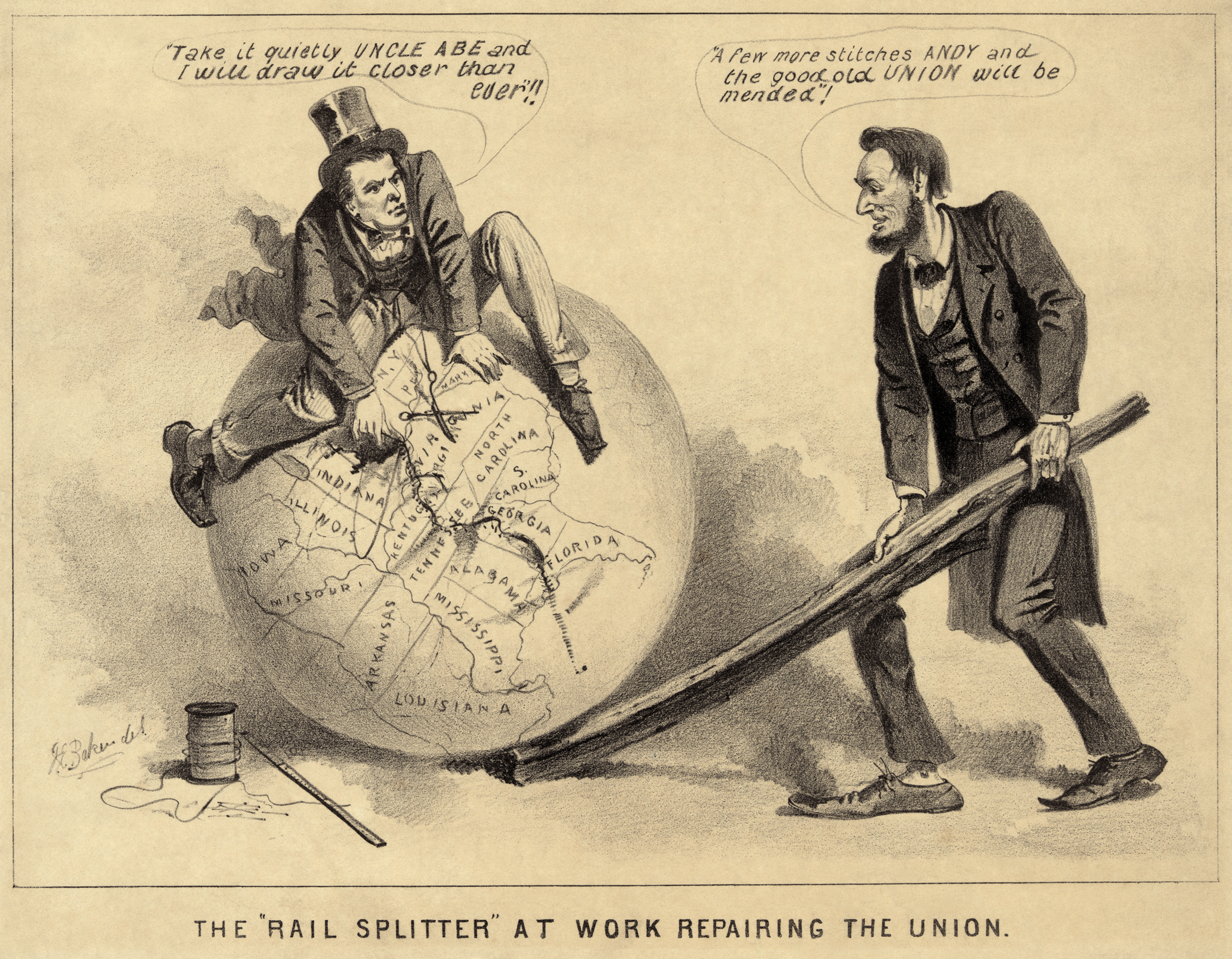
Caricature politique représentant Lincoln et le vice-président Andrew Johnson (ancien tailleur) en train de réparer l'Union. Johnson : encore un peu de patience, oncle Abe, et je vais la rendre plus proche que jamais. — Lincoln : encore quelques points de suture Andy, et la bonne vieille Union sera réparée.. The 'Rail Splitter' At Work Repairing the Union, 1865.

Alors que le conflit touchait à sa fin, Lincoln commença à mettre en application son programme en faveur de la reconstruction. Il était déterminé à adopter un plan d'action capable de réunifier la nation au plus vite sans pour autant s'aliéner de façon définitive la population sudiste. Lorsque le président se rendit le 5 avril à Richmond en Virginie afin de contempler l'ex-capitale de la Confédération de ses propres yeux, le général Godfrey Weitzel lui demanda comment les Confédérés vaincus devaient être traités, ce à quoi Lincoln répondit : « allez-y doucement avec eux ». Lincoln ratifia également le projet de loi du sénateur Sumner qui prévoyait la création du Bureau des réfugiés, des affranchis et des terres abandonnées, une agence fédérale temporaire chargée de pourvoir aux premiers besoins matériels des esclaves affranchis. Cette loi officialisait notamment pour ces hommes l'attribution d'une terre pour un bail de trois ans et la possibilité de souscrire un emprunt. Lincoln spécifia néanmoins que la politique conduite en Louisiane n'avait pas vocation à s'appliquer aux autres États concernés par la Reconstruction. Peu avant son assassinat, il déclara qu'il avait de nouvelles intentions au sujet de la reconstruction du Sud. Les entretiens qu'il eut avec son cabinet révélèrent que Lincoln avait prévu une administration militaire à court terme des États du Sud avant une éventuelle réadmission dans l'Union sous le contrôle d'hommes politiques sudistes partisans du Nord. Lincoln n'était cependant pas entièrement favorable au droit de vote des Noirs, considérant que seuls les « noirs très intelligents » et ceux ayant servi dans l'armée devaient avoir accès au suffrage.
L'historien Eric Foner remarque que personne ne saura jamais ce que Lincoln aurait fait en matière de reconstruction, affirmant que « les idées de Lincoln auraient immanquablement continué d'évoluer ». Il poursuit :

« Contrairement à Sumner et aux autres radicaux, Lincoln ne voyait pas la Reconstruction comme une opportunité d'orchestrer une véritable révolution politique et sociale au-delà de la question de l'émancipation. Il avait fait savoir depuis longtemps son opposition à la confiscation et à la redistribution de la terre. Il pensait, comme la plupart des républicains en avril 1865, que les exigences pour l'accès au droit de vote devaient être déterminés par les États eux-mêmes. Il avait conscience que le pouvoir politique dans le Sud passerait aux mains d'unionistes blancs, de sécessionnistes convaincus et d'anciens confédérés acquis aux idéaux progressistes. Mais à maintes reprises durant la guerre, après s'y être initialement opposé, il en vint à adopter les prises de positions défendues par les abolitionnistes et les républicains radicaux […]. Lincoln aurait sans nul doute écouté attentivement les bruyantes réclamations pour une protection supplémentaire des anciens esclaves […]. Il est tout à fait possible d'imaginer Lincoln s'entendre avec le Congrès sur une politique de reconstruction comprenant une protection fédérale des droits civiques de base et un suffrage noir limité, respectant les lignes telles que proposées par Lincoln juste avant sa mort. »

## Abolition de l'esclavage

### Processus préliminaires
Durant les dix-huit premiers mois de sa présidence, Lincoln annonça clairement que le Nord se battait pour la sauvegarde de l'Union et non pour abolir l'esclavage, mais il finit en définitive par prendre cet aspect en considération. Il s'intéressa ainsi à l'idée d'une émancipation compensée incluant notamment un projet expérimental visant à libérer tous les esclaves du Delaware d'ici à l'année 1872. Il rencontra également Frederick Douglass ainsi que plusieurs autres leaders de la communauté noire pour les entretenir d'un éventuel projet de colonisation en Amérique centrale. Les abolitionnistes critiquaient Lincoln pour sa lenteur à être passé d'une position de neutralité vis-à-vis de l'esclavage à celle d'un partisan de l'émancipation. Ce dernier précisa ses motivations dans une lettre adressée à Horace Greeley, en date du 22 août 1862 :

« Je sauverai l'Union. Je la sauverai par le plus court chemin offert par la Constitution ; aussitôt que l'autorité nationale sera rétablie ; le plus proche de ce que l'Union puisse être « l'Union telle qu'elle a vraiment été ». […] Mon objectif suprême dans cette lutte est de sauver l'Union, et n'est ni de sauver ni de détruire l'esclavage. Si je pouvais sauver l'Union sans libérer un seul esclave, je le ferais, et si je pouvais la sauver en libérant tous les esclaves, je le ferais aussi ; et si je pouvais la sauver en en libérant certains et pas d'autres, je le ferais également. »

La guerre civile se prolongeant, la libération des esclaves devint un instrument majeur pour fragiliser la rébellion en sapant l'outil économique essentiel des classes dominantes du Sud. Le 6 août 1861, Lincoln signa le Confiscation Act qui autorisait des poursuites judiciaires et la confiscation des esclaves contre quiconque aurait participé ou aidé à l'effort de guerre de la Confédération. Cette mesure, bien qu'importante en soi, ne signifiait pas pour autant la liberté pour les esclaves. En avril 1862, Lincoln promulgua une loi qui abolissait l'esclavage dans le district de Washington et, au mois de juin, en ratifia une deuxième qui mettait fin à cette pratique sur l'ensemble des territoires fédéraux. Le mois suivant, le président signa le second Confiscation Act qui stipulait que tous les esclaves confédérés ayant trouvé refuge derrière les lignes de l'Union seraient affranchis.

### Proclamation d'émancipation

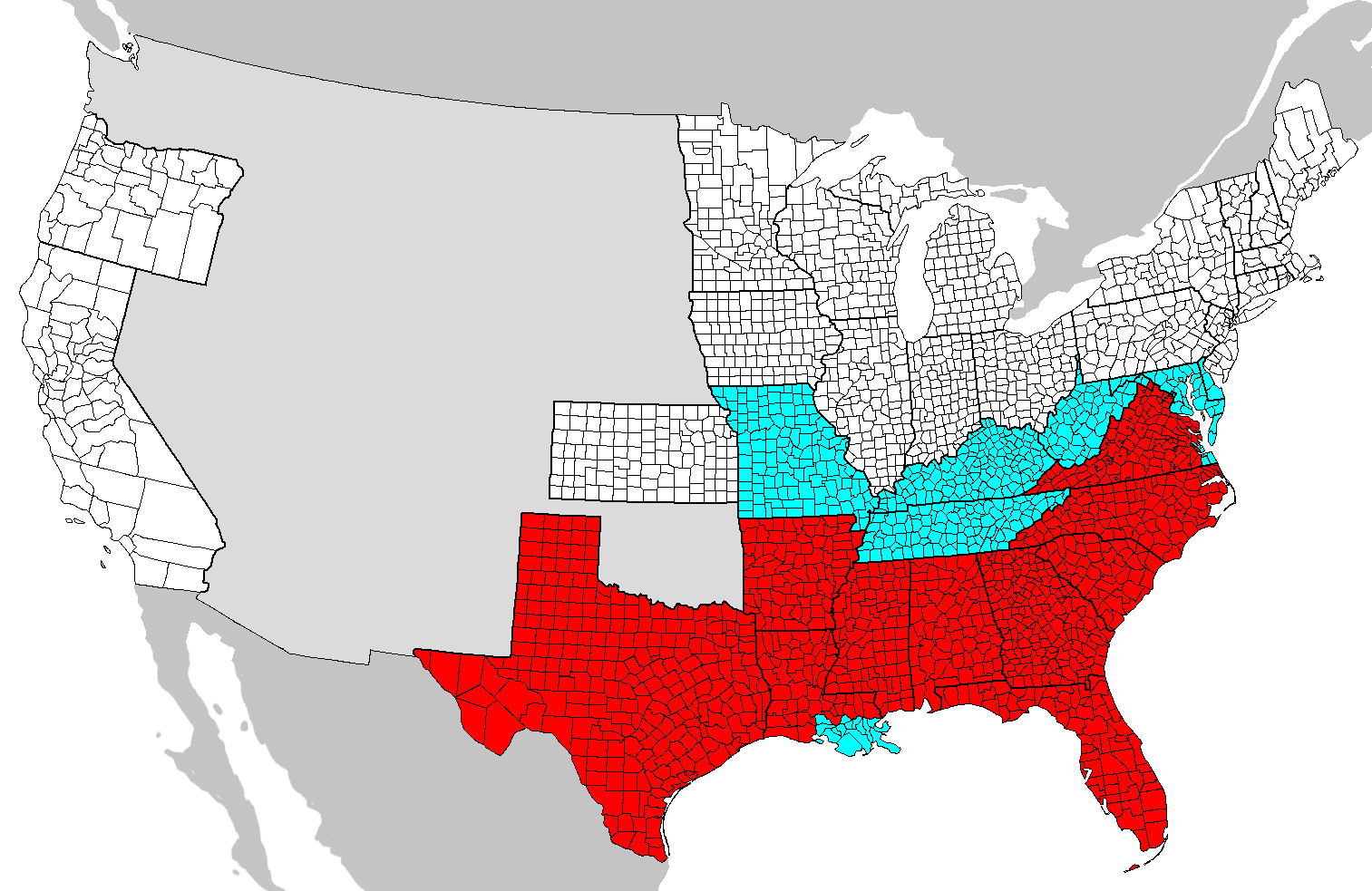
Zones concernées par la proclamation d'émancipation (en rouge) et zones où l'esclavage est encore pratiqué après la publication du texte (en bleu).

Parallèlement à la ratification du Confiscation Act of 1862, Lincoln décida en privé d'intégrer l'émancipation des esclaves dans les objectifs de guerre de l'Union. Le 22 juillet 1862, à l'occasion d'une réunion de cabinet, Lincoln fit la lecture de l'ébauche d'une proclamation appelant à l'émancipation des esclaves dans toute la Confédération. Le Nord ayant essuyé plusieurs défaites depuis le début de la guerre, Seward persuada Lincoln d'attendre une victoire significative des troupes de l'Union avant de publier officiellement cette déclaration afin de ne pas paraître agir en position de faiblesse. Lincoln dut en conséquence patienter plusieurs mois jusqu'à la victoire des nordistes à la bataille d'Antietam, le 17 septembre 1862.
La proclamation d'émancipation, rendue publique le 22 septembre 1862 et entrée en vigueur le 1er janvier 1863, s'appliquait aux onze États encore en rébellion en 1863 et de fait ne concernait pas les quelque 500 000 esclaves présents dans les États-frontières ralliés à l'Union (Missouri, Kentucky, Maryland ou Delaware), qui furent libérés ultérieurement par des initiatives étatiques ou fédérales séparées. Le Tennessee, déjà occupé en grande partie par l'armée nordiste et dirigé par une administration unioniste reconnue, fut exempté. La Virginie était concernée mais des exemptions furent prononcées pour les 48 comtés en voie de constituer le nouvel État de Virginie-Occidentale, ainsi que pour les sept comtés et deux villes de la région du Tidewater contrôlée par l'Union. Furent aussi exemptées la Nouvelle-Orléans et treize paroisses de Louisiane occupées par les troupes fédérales au moment de la proclamation. Ces diverses exemptions laissèrent 300 000 esclaves non-émancipés.
En dépit de ces exemptions et de l'impact limité de cette déclaration à court terme, la proclamation d'émancipation renforça les revendications des nordistes car la guerre menée par eux répondait désormais à un double objectif : abolir l'esclavage et assurer la sauvegarde de l'Union. Les historiens André Kaspi et Hélène Harter, tout en reconnaissant que les effets du texte ne furent pas immédiatement palpables, soulignent la « portée symbolique immense » de la proclamation qui concernait les trois quarts des esclaves présents sur le sol américain et qui, à travers l'extension du corps électoral, ouvrait la voie à « une nouvelle démocratisation du pays ».

### Treizième amendement
Lincoln devint de plus en plus opposé à l'esclavage à mesure que la guerre se poursuivait, et autorisa l'administration militaire à distribuer des armes aux soldats noirs malgré les protestations d'un grand nombre de Blancs. En décembre 1863, un projet d'amendement constitutionnel qui prévoyait de rendre illégale la pratique de l'esclavage fut introduit au Congrès. Le Sénat vota l'amendement avec la majorité des deux tiers requise, mais le texte fut rejeté à la Chambre des représentants par manque de soutiens. Lorsqu'il accepta de se représenter à l'élection de 1864 sous la bannière du Parti de l'union, Lincoln déclara au parti qu'il s'engageait à ratifier un amendement constitutionnel abolissant l'esclavage aux États-Unis. Après sa réélection, Lincoln fit de la ratification du XIIIe amendement, ainsi qu'il fut nommé, une priorité. Avec l'appui de larges fractions au sein des deux chambres du Congrès, le président pensait être en mesure de mettre un terme définitif à l'esclavage sur le territoire américain.
Bien qu'il ait soigneusement évité de s'impliquer personnellement dans le processus législatif, Lincoln accorda toute son attention au passage de l'amendement. Plutôt que d'attendre la réunion du 39e congrès au mois de mars, il pressa la session du 38e congrès de ratifier le XIIIe amendement le plus tôt possible. Lincoln et Seward engagèrent dans le même temps une intense campagne de lobbying auprès des membres du Congrès afin de s'assurer de leur vote. Lors de la séance du 31 janvier, la Chambre des représentants franchit quasiment la barre des deux tiers nécessaires pour l'approbation du texte avec 119 voix pour et 56 contre. Le XIIIe amendement fut alors envoyé aux États pour ratification et son adoption fut officiellement annoncée par le secrétaire d'État William Seward le 18 décembre 1865.

## Politique intérieure

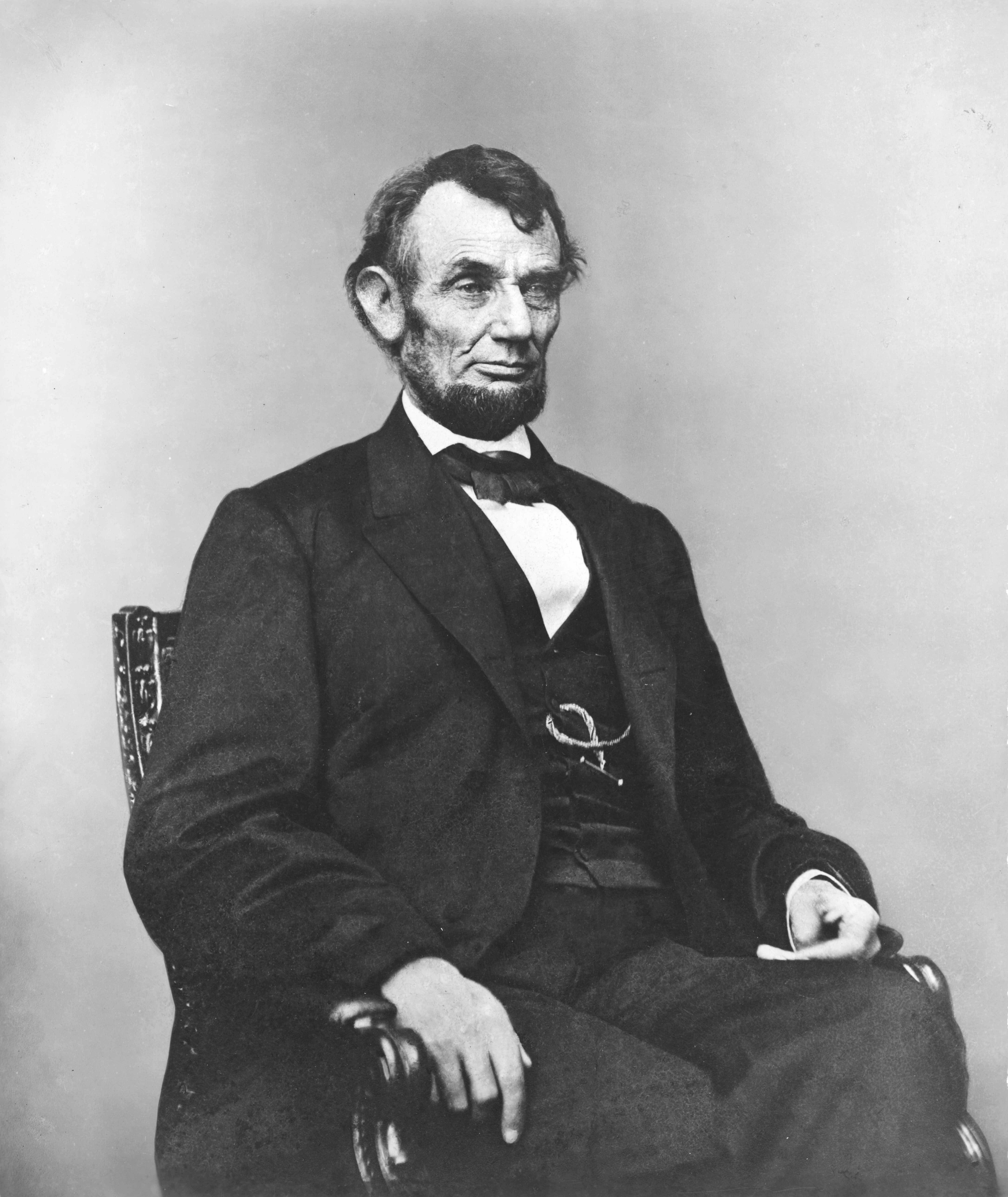
Le président Abraham Lincoln en février 1864.

Lincoln adhéra à la conception whig de la présidence selon laquelle le Congrès édictait les lois tandis que l'exécutif se chargeait de leur application. Durant son mandat, Lincoln mit son veto à seulement quatre lois votées par le Congrès, la plus importante étant la loi Wade-Davis qui préconisait un programme particulièrement sévère en matière de reconstruction. En 1862, il ratifia le Homestead Act qui mettait en vente à très bas prix des millions d'acres de terres de l'Ouest détenues jusque-là par le gouvernement fédéral. Les Morrill Land-Grant Acts, également signés en 1862, accordèrent des subventions publiques à chaque État dans le but de mettre en place des collèges universitaires dédiés à des formations dans l'agriculture. En outre, par le biais des Pacific Railway Acts de 1862 et 1864, le gouvernement soutint la construction du premier chemin de fer transcontinental dont la construction fut achevée en 1869. Le passage du Homestead Act et des Pacific Railway Acts fut rendu possible par l'absence des parlementaires sudistes qui s'étaient opposés à ces mesures dans les années 1850.
Sur le plan législatif, l'administration Lincoln tenta d'augmenter les recettes du gouvernement fédéral en augmentant les droits de douane — une mesure qui faisait depuis longtemps débat dans la société américaine — et en créant un nouvel impôt sur le revenu applicable à l'échelle nationale. En 1861, Lincoln autorisa en effet la mise en place des second et troisième Morrill Tariff qui se traduisaient par une hausse des taxes douanières et dont le premier avait été avalisé sous forme de loi par le président Buchanan. La même année, il ratifia le Revenue Act qui créait la première taxe fédérale. Cette dernière consistait en un impôt à taux unique de 3 % sur les revenus au-dessus de 800 $ (l'équivalent de 21 100 $ en valeur actuelle) qui fut remplacée par le Revenue Act de 1862 en une structure à taux d'intérêt progressifs.
Sous la présidence de Lincoln, le gouvernement fédéral vit son influence économique s'étendre à d'autres secteurs, en particulier celui de la finance avec la mise en place, via le National Banking Act, d'un système de banques nationales qui permit la création d'un vaste réseau financier à travers le pays ainsi que l'instauration d'une monnaie nationale. En 1862, soutenu par Lincoln, le Congrès donna naissance au département de l'Agriculture. Toujours en 1862, le président envoya le général John Pope réprimer l'insurrection des Sioux dans le Minnesota. S'étant vu soumettre 303 ordres d'exécution de Dakotas accusés d'avoir tué des colons innocents, Lincoln étudia les dossiers au cas par cas et approuva la peine de mort pour 39 d'entre eux (dont un fut ultérieurement gracié). Lors de son mandat, Lincoln ne négligea pas la politique indienne qu'il avait d'ailleurs prévue de réformer à l'échelle fédérale.
Pour faire face aux pertes énormes essuyées par Grant dans sa campagne contre l'armée de Lee, Lincoln envisagea de faire appel une nouvelle fois à la conscription mais le projet n'eut pas de suite. La rumeur se propagea cependant jusqu’à la direction du New York World et du Journal of Commerce qui firent publier de faux avis de mobilisation afin d’accaparer le marché de l'or. Lincoln réagit avec fermeté à cette situation en ordonnant à l'armée de saisir les deux journaux. Lincoln contribua également pour une large part à l'instauration de la fête du Thanksgiving encore traditionnellement célébrée chaque année aux États-Unis. Avant l'accession de Lincoln à la présidence, la célébration du Thanksgiving, institué jour de fête régionale en Nouvelle-Angleterre depuis le XVIIe siècle, n'avait été proclamée par le gouvernement américain que de manière occasionnelle et à des dates différentes, la dernière proclamation en date remontant à la présidence de James Madison cinquante ans plus tôt. Lincoln décréta en 1863 que Thanksgiving  serait fêté le dernier vendredi de novembre de cette année-là. En juin 1864, Lincoln donna son accord au Yosemite Grant Act voté par le Congrès qui accordait pour la première fois une protection fédérale à la zone correspondant à l'actuel parc national de Yosemite.

## Politique étrangère
Tant les États-Unis que la Confédération reconnurent rapidement l'influence potentielle des puissances étrangères dans la guerre civile. Une intervention européenne pouvait ainsi grandement aider la cause confédérée, tout comme l'intervention française lors de la guerre d'indépendance américaine avait contribué à libérer le pays de la tutelle britannique. Au commencement de la guerre, la Russie fut le seul État à proclamer son soutien total à l'Union, les nations européennes affichant plus ou moins de sympathie pour les confédérés. Cependant, en dehors des États-Unis, tous les pays conservèrent officiellement leur neutralité tout au long de la guerre, et aucun ne reconnut la Confédération en tant que nation indépendante. Cela marqua une réussite diplomatique majeure pour l'administration Lincoln et plus particulièrement pour le secrétaire d'État William Seward. La France et le Royaume-Uni, en particulier, se tinrent à l'écart du conflit mais tentèrent d'y faire valoir leurs intérêts par différentes manières ; en effet, les dirigeants européens voyaient dans la sécession de la nation américaine l'occasion d'éliminer, ou tout du moins fortement affaiblir, un dangereux rival. Les États-Unis étant dans l'incapacité de faire respecter la doctrine Monroe, l'Espagne put ainsi occuper la République dominicaine en 1861 tandis que la France de Napoléon III mit également la situation à profit pour envahir le Mexique et installer un régime fantoche à la tête du pays, espérant ainsi contrebalancer l'influence américaine dans la région. Néanmoins, nombreux étaient ceux en Europe à espérer un dénouement rapide du conflit qui opposait le Nord au Sud, à la fois pour des motifs humanitaires et en raison des perturbations économiques engendrées par la guerre.

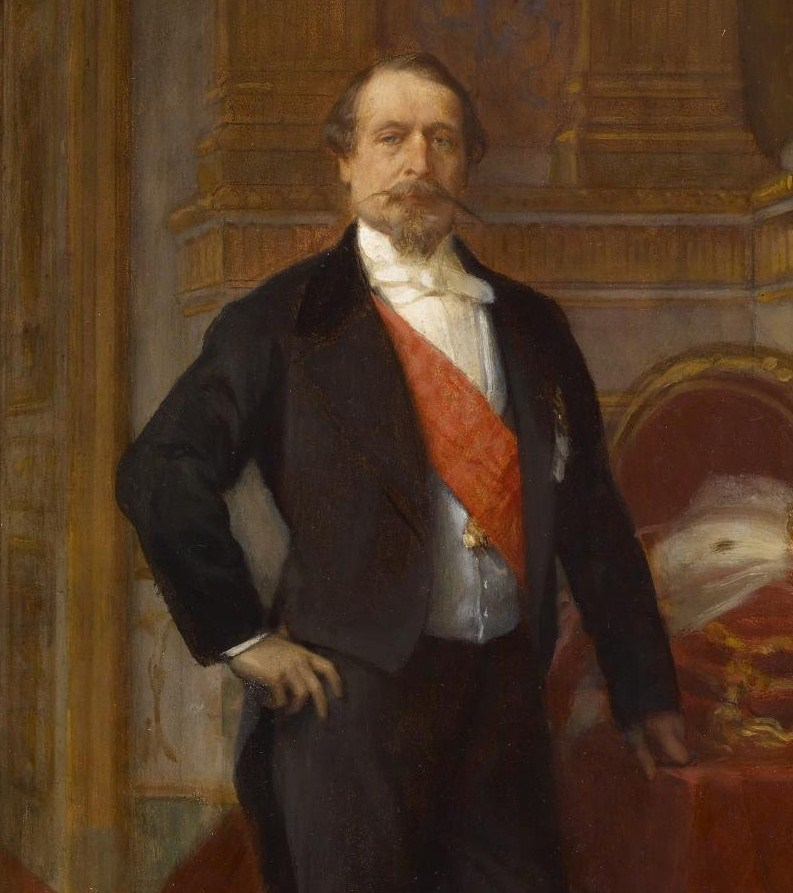
L'empereur français Napoléon III était favorable à une reconnaissance de la Confédération, mais dut abandonner ce projet devant les réticences de la Grande-Bretagne.

Le président délégua l'essentiel des affaires diplomatiques à son secrétaire d'État, William Seward. Afin de compenser le caractère parfois excessivement belliqueux de Seward, Lincoln le fit travailler en étroite collaboration avec le sénateur Charles Sumner, président du comité des affaires étrangères du Sénat. Au début de sa présidence, Lincoln eut beaucoup de mal à sensibiliser l'opinion publique européenne au conflit. Ses diplomates durent expliquer que l'engagement des États-Unis dans la guerre résultait moins des problèmes liés à une éventuelle abolition de l'esclavage que de l'inconstitutionnalité de la sécession. Les envoyés de la Confédération rencontrèrent beaucoup plus de succès en escamotant la question des esclaves et en mettant en avant leur lutte pour la liberté, leur politique en faveur du libre-échange et le rôle essentiel du coton dans l'économie du Vieux Continent. L'aristocratie européenne se réjouissait en outre « de voir la débâcle américaine comme une preuve que toute expérience en matière de gouvernement populaire se soldait par un échec. Les dirigeants européens accueillirent favorablement la fracture de la puissante république américaine ».
Parallèlement à son intervention au Mexique, le gouvernement français entama avec la Grande-Bretagne une politique de médiation qui devait conduire à une reconnaissance de la Confédération par les deux pays. Washington fit savoir à plusieurs reprises qu'un tel acte serait pris comme une déclaration de guerre. L'industrie britannique du textile dépendait certes du coton exporté par les États du Sud mais elle disposait de réserves suffisantes pour alimenter ses usines pendant encore un an et les industriels et travailleurs n'avaient de toute façon qu'un poids réduit dans la politique britannique. Sachant qu'une guerre priverait le pays des importations cruciales de nourriture américaine et causerait des dégâts considérables à la marine marchande britannique, sans compter la perte immédiate du Canada, le Royaume-Uni refusa de donner suite au projet.
Les classes dirigeantes de Grande-Bretagne se déclaraient pour la plupart en faveur des confédérés alors que l'opinion publique soutenait majoritairement la cause de l'Union. Le commerce à grande échelle se poursuivit des deux côtés de l'Atlantique, les Américains exportant des céréales à destination du Royaume-Uni en échange de munitions et de produits manufacturés. Les États-Unis continuèrent par ailleurs à gérer des flux migratoires importants. Le commerce britannique avec les États du Sud était beaucoup plus limité et se réduisait essentiellement à l'écoulement de stocks de coton vers la Grande-Bretagne et à l'achat de munitions via la contrebande en raison du blocus des ports confédérés. La stratégie adoptée par la Confédération en vue d'acquérir son indépendance reposait en grande partie sur une intervention militaire de la Grande-Bretagne et de la France, mais sa diplomatie se révéla inefficace. Avec l'annonce de la proclamation d'émancipation en septembre 1862, le conflit prit l'allure d'une guerre contre l'esclavage qui reçut l'appui d'une grande partie de la population britannique.

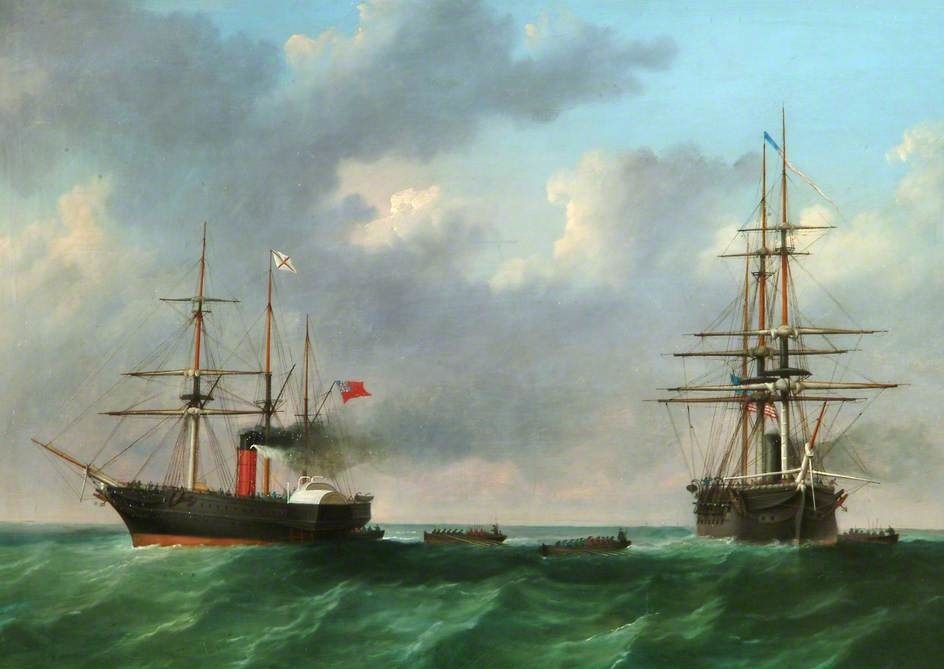
Incident entre le HMS Trent et l'USS San Jacinto, le 8 novembre 1861.

La fin de l'année 1861 fut marquée par l'affaire du Trent qui faillit déclencher une guerre avec le Royaume-Uni. La marine américaine avait, en violation du droit, intercepté en mer un navire courrier britannique, le RMS Trent, qui transportait à son bord deux envoyés de la Confédération. L'événement fut accueilli avec enthousiasme aux États-Unis mais le gouvernement de Lord Palmerston adressa de véhémentes protestations auprès de Lincoln qui décida de relâcher les deux diplomates pour mettre fin à la crise. Le président américain avait surmonté l'épreuve avec succès et son biographe James Randall loua

« […] sa retenue, son opposition à tout signe extérieur d'agressivité, l'adoucissement précoce des rapports du secrétariat d'État avec la Grande-Bretagne, sa déférence envers Seward et Sumner, sa décision de ne pas lire son discours préparé pour l'occasion, son empressement à arbitrer le litige, le silence d'or dont il fit preuve avec le Congrès, sa sagacité à reconnaître que la guerre devait être évitée et sa capacité à percevoir qu'il existait là l'opportunité de déterminer la vraie position de l'Amérique tout en donnant pleine satisfaction à un pays ami. »

Les financiers britanniques dépensèrent des centaines de millions de livres dans la construction de navires de contrebande destinés à forcer le blocus des ports confédérés, mais c'était une pratique légale et cela ne provoqua pas de tensions sérieuses entre les deux pays. Ces navires étaient manœuvrés par d'anciens officiers et équipages de la Royal Navy. Lorsque la marine unioniste appréhendait l'un de ces bâtiments, l'équipage était relâché tandis que le navire et la cargaison étaient vendus à titre de prises de guerre et le bénéfice reversé aux matelots américains. Le chantier naval britannique John Laird and Sons construisit deux vaisseaux de guerre pour la Confédération, parmi lesquels le CSS Alabama, en dépit des protestations du gouvernement américain. Cette controverse fut résolue après la guerre sous la forme des réclamations de l'Alabama (Alabama Claims), à l'issue desquelles les États-Unis se virent octroyer 15,5 millions de dollars par un tribunal international en dédommagement des destructions perpétrées par les navires de construction britannique.
En France, Napoléon III avait pour ambition de rétablir l'empire français en Amérique du Nord. Le Mexique devait y occuper une position centrale. En décembre 1861, sous prétexte de dettes impayées, les troupes françaises envahirent le Mexique et installèrent à la tête du pays un gouvernement fantoche dirigé par l'empereur Maximilien Ier, un archiduc de la maison d'Autriche. Au mois d'octobre 1862, craignant que les États-Unis réunifiés ne soient en mesure de contester la domination française au Mexique, Napoléon III proposa de mettre fin à la guerre civile américaine par un arbitrage de la France, du Royaume-Uni et de la Russie. Ce projet de médiation fut cependant rejeté par les autres puissances européennes qui ne voulaient pas mécontenter le Nord. L'attitude hostile de Napoléon III à l'égard de la Russie lors de l'insurrection polonaise de janvier 1863 sema la discorde au sein du Vieux Continent et diminua grandement la possibilité d'une intervention européenne concertée. Les États-Unis refusèrent de reconnaître le gouvernement de Maximilien et menacèrent d'expulser les Français du Mexique par la force ; ils s'abstinrent toutefois de s'impliquer directement dans le conflit alors même que la résistance mexicaine au régime français se faisait de plus en plus forte. La fin de la guerre de Sécession en 1865 mena l'administration américaine à accroître la pression sur la France pour la contraindre à évacuer le Mexique, et la présence française dans l'hémisphère Ouest devint l'un des enjeux majeurs de la politique étrangère du successeur de Lincoln.

## Élection de 1864 et seconde investiture
Alors que la guerre suivait son cours, Lincoln dut se préparer à sa réélection pour l'élection présidentielle de 1864. Lincoln, fin politicien, rassembla autour de lui les principales factions du Parti républicain ainsi que certains démocrates comme Edwin Stanton et Andrew Johnson,. Il passait plusieurs heures par semaine à s'entretenir avec des hommes politiques de tout le pays et usa de ses relations aussi bien pour maintenir unies les différentes factions du parti que pour se doter d'une assise solide favorable à sa politique et contrer les efforts des radicaux qui souhaitaient le retirer du ticket présidentiel,. Lors de sa convention de 1864, le Parti républicain désigna comme colistier de Lincoln le sénateur Andrew Johnson, un démocrate du Sud originaire du Tennessee. Afin d'élargir sa coalition non seulement aux républicains mais aussi aux démocrates favorables à la poursuite de la guerre, Lincoln décida de se présenter sous la bannière du Parti de l'Union nouvellement créé. Les offensives menées par le général Grant au printemps 1864, en dépit d'affrontements particulièrement sanglants, s'étaient achevées sur une impasse ; l'absence de réussite sur le plan militaire affecta fortement les chances du président de pouvoir être réélu et de nombreux républicains craignirent que Lincoln soit battu à l'élection. Lincoln lui-même partageait cette crainte et signa un document dans lequel il s'engageait, en cas de défaite, à battre la Confédération avant de quitter définitivement la Maison-Blanche : « ce matin, comme depuis quelques jours, il semble excessivement probable que cette administration ne soit pas réélue. Il sera alors de mon devoir de coopérer avec le président-élu afin de préserver l'Union entre l'élection et la cérémonie d'investiture et de faire en sorte qu'il puisse assurer son élection sur des fondements dont il ne pourra faire l'économie après ».

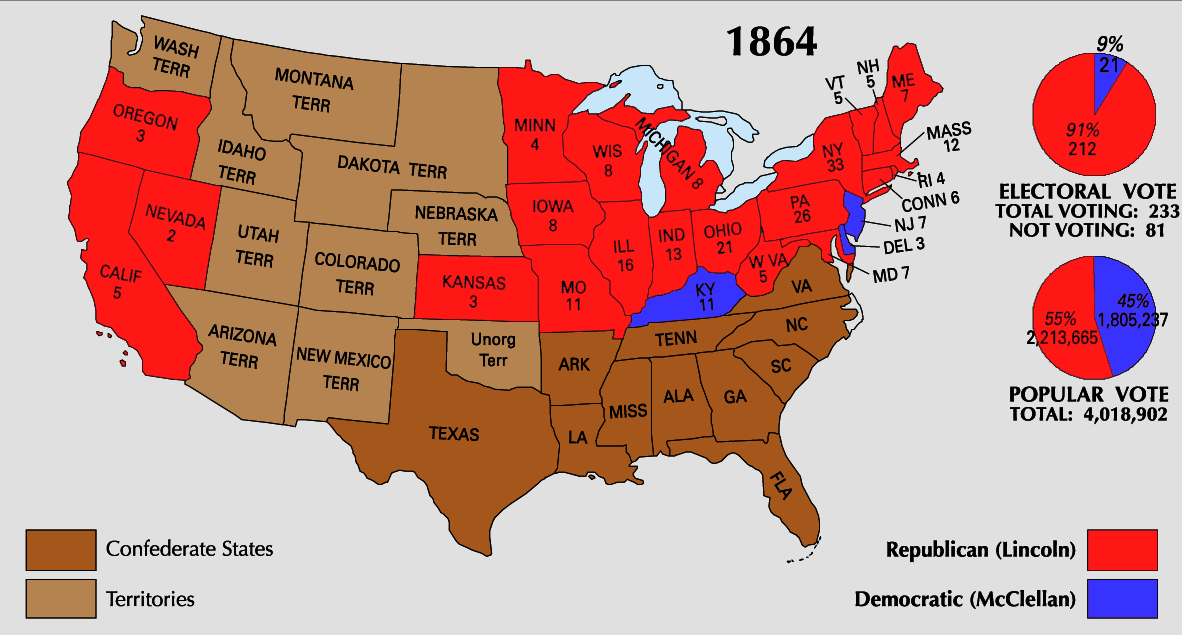
L'élection de 1864 se solda par une nette victoire de Lincoln sur son adversaire démocrate : les États du Sud (en marron) et les territoires (en marron clair) n'étaient pas inclus dans le processus électoral.

Alors que le programme électoral des démocrates réaffirmait la volonté du parti de conclure la paix avec les confédérés et considérait la guerre comme un « échec », leur candidat, le général George McClellan, était partisan de l'effort de guerre et rejeta en grande partie les idées défendues par son camp politique. De son côté, Lincoln fournit à Grant des troupes supplémentaires et mobilisa son parti afin de renouveler son soutien à son général en chef. La prise d'Atlanta par Sherman au mois de septembre et la victoire du contre-amiral David Farragut lors de la bataille de Mobile Bay coupèrent court aux attitudes défaitistes et entraînèrent une crise profonde au sein du Parti démocrate, certains de ses leaders politiques et la plupart des soldats se déclarant ouvertement pour Lincoln. À l'inverse, le Parti de l'Union nationale fut redynamisé et Lincoln fit de l'émancipation un thème central de sa campagne tandis que les républicains s'employèrent à démontrer à l'échelle locale la perfidie des copperheads. Le 8 novembre, Lincoln remporta une victoire écrasante contre son adversaire démocrate, remportant tous les États sauf trois et recueillant 78 % des suffrages des soldats de l'Union,. Il fut ainsi le premier président réélu depuis Andrew Jackson en 1832. Lors des élections législatives qui se déroulèrent à la même période, les républicains accrurent leur majorité dans les deux chambres du Congrès.
Le 4 mars 1865, Lincoln prononça son second discours d'investiture, dans lequel il considéra les lourdes pertes subies par les deux camps comme étant la volonté de Dieu. L'historien Mark Noll range ce discours « parmi cette petite poignée de textes semi-sacrés par lesquels les Américains conçoivent leur place dans le monde ». Lincoln déclara : « nous espérons du fond du cœur, nous prions avec ferveur, que ce terrible fléau de la guerre s'achève rapidement. Si, cependant, Dieu veut qu'il se poursuive […] jusqu'à ce que chaque goutte de sang jaillie sous le fouet soit payée par une autre versée par l'épée, comme il a été dit il y a trois mille ans, il nous faudra reconnaître que « les décisions du Seigneur sont justes et vraiment équitables ». Sans malveillance envers quiconque, avec charité pour tous, avec fermeté dans le droit, autant que Dieu nous permette de saisir le droit, travaillons à finir la tâche dans laquelle nous sommes engagés, à panser les plaies de la patrie, à récompenser ceux qui se battent pour elle, leurs veuves, leurs orphelins, à faire tout ce qui peut amener et consolider une juste et longue paix entre nous et avec tous les peuples ».

## Assassinat

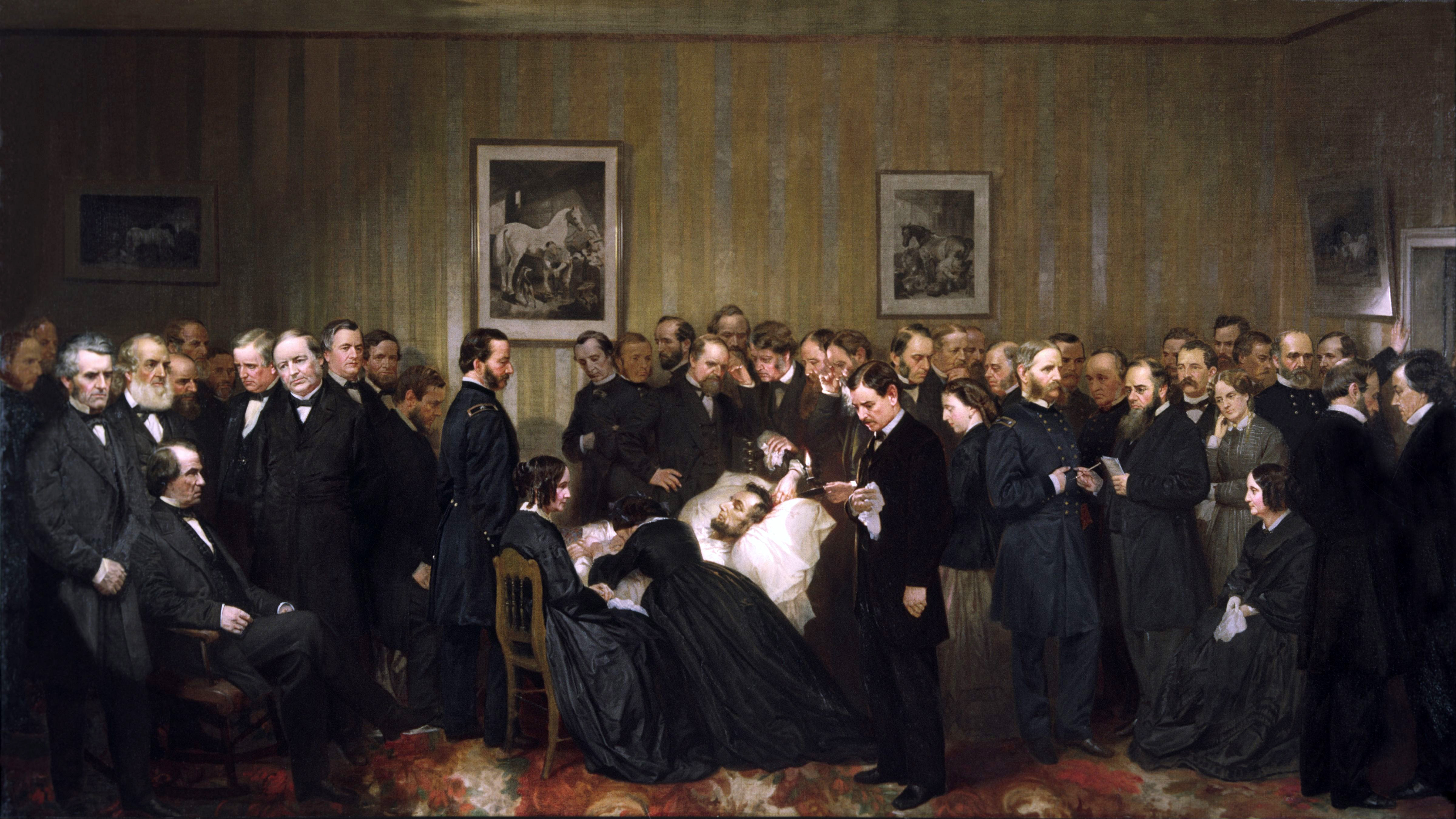
Les dernières heures d'Abraham Lincoln, dessiné par John P. Bachelder et peint par Alonzo Chappel, 1868. Toutes les personnes ayant rendu visite au président mourant du 14 au 15 avril 1865 sont représentées sur cette toile.

Le 14 avril 1865, peu après 10 h du soir, alors qu'il assistait à la représentation de la pièce Our American Cousin au théâtre Ford en compagnie de sa femme et de deux invités, le président Lincoln fut assassiné par l'acteur et sympathisant confédéré John Wilkes Booth. Mortellement blessé par balle à l'arrière de la tête, Lincoln fut immédiatement examiné par un médecin présent dans la salle avant d'être transporté dans une maison voisine, où il mourut le lendemain matin à 7 h 22.
L'assassinat de Lincoln faisait partie d'une conspiration plus générale fomentée par Booth et visant, outre le président, le vice-président Andrew Johnson et le secrétaire d'État William Seward. Booth espérait que la confusion et la panique créées par cette série d'attentats déstabiliserait le Nord et permettrait à la Confédération de renaître de ses cendres. Bien que Booth ait réussi à tuer Lincoln, la conspiration échoua : Seward fut agressé mais se remit de ses blessures et l'individu chargé d'assassiner Johnson perdit son sang-froid et prit la fuite. De fait, Johnson put succéder normalement à Lincoln, devenant le 17e président des États-Unis.
Le corps de Lincoln fut exposé dans l’East Room de la Maison-Blanche puis dans la rotonde du Capitole jusqu'au 21 avril, date à laquelle son cercueil fut emmené à la Baltimore & Ohio Railroad Station. La dépouille du président fut ensuite transportée en train jusqu'à Springfield, sa ville natale, pour y être enterrée au cimetière d'Oak Ridge le 4 mai 1865.

## Héritage

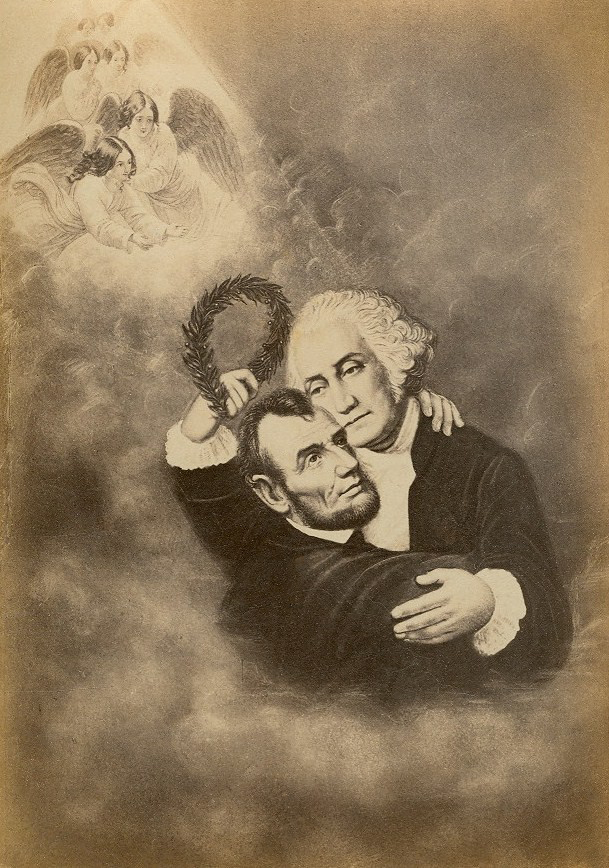
L'apothéose de Lincoln : Abraham Lincoln est accueilli au Paradis par George Washington. George Eastman House.

Depuis les années 1940, Lincoln est systématiquement classé par les universitaires américains comme l'un des trois plus grands présidents de l'histoire des États-Unis, le plus souvent à la première place,. Une étude conduite en 2004 montre que les analystes historiques et politiques le nomment en tête du classement alors que les universitaires du droit le placent en seconde position derrière George Washington. Les trois plus grands présidents sont généralement considérés comme étant Lincoln en no 1, George Washington en no 2 et Franklin Delano Roosevelt en no 3, bien que Lincoln et Washington, ainsi que Washington et Roosevelt, soient parfois échangés dans leur position respective.
Lincoln fut avant tout un chef de guerre qui dut faire face à la guerre de Sécession entre les États du Nord et les États du Sud. La nation ne connut la paix que durant six semaines au cours de sa présidence, qui reste aujourd'hui la seule à avoir été entièrement « conditionnée par les paramètres de la guerre »,. Lincoln a vu son leadership évalué sur sa capacité à équilibrer ces deux interfaces inséparables de la politique conduite par l'Union. Il est considéré comme un dirigeant efficace pour avoir su maîtriser les ardeurs révolutionnaires engendrées par son élection et la sécession des États du Sud, tout autant que sa réussite à maintenir les principes démocratiques fondateurs de la nation et à obtenir une victoire militaire. Son passage au pouvoir fut ainsi marqué par un accroissement considérable du pouvoir exécutif à la faveur de la guerre de Sécession et par la prééminence accordée au président, dont l'extension des prérogatives fut en grande partie validée par la Cour suprême. Cette situation ne fut toutefois qu'épisodique car l'initiative repassa du côté du Congrès dans les années suivantes.
L'assassinat de Lincoln a considérablement renforcé son image au point d'en faire un martyr national. Lincoln est perçu par les abolitionnistes comme un champion des libertés humaines et les républicains associent régulièrement son nom à leur parti. Beaucoup sont ceux dans le Sud à considérer Lincoln comme un homme d'une extraordinaire habileté. Les historiens ont dit de lui qu'il était un « libéral traditionnel » dans le sens dix-neuviémiste du terme. Le professeur Allen C. Guelzo écrit ainsi que Lincoln était « un démocrate libéral traditionnel — un ennemi de la hiérarchie artificielle, un ami du commerce et du business comme source de noblesse et de possibilités, et l'équivalent américain de Mill, Cobden et Bright ».
Barry Schwartz affirme que la réputation de Lincoln aux États-Unis s'est améliorée progressivement à la fin du XIXe siècle jusqu'à l'ère progressiste (1900-1920), époque à laquelle il est devenu l'un des héros les plus vénérés de l'histoire américaine, y compris chez les habitants du Sud. Sous la période du New Deal, les libéraux rendirent hommage à Lincoln, moins au self-made-man ou au chef de guerre qu'à l'avocat de l'homme du peuple qui aurait vraisemblablement soutenu, selon eux, la politique de l'État-providence. Pendant la guerre froide, la figure de Lincoln fut reprise comme le symbole de la liberté portant l'espoir aux populations oppressées par le régime communiste.

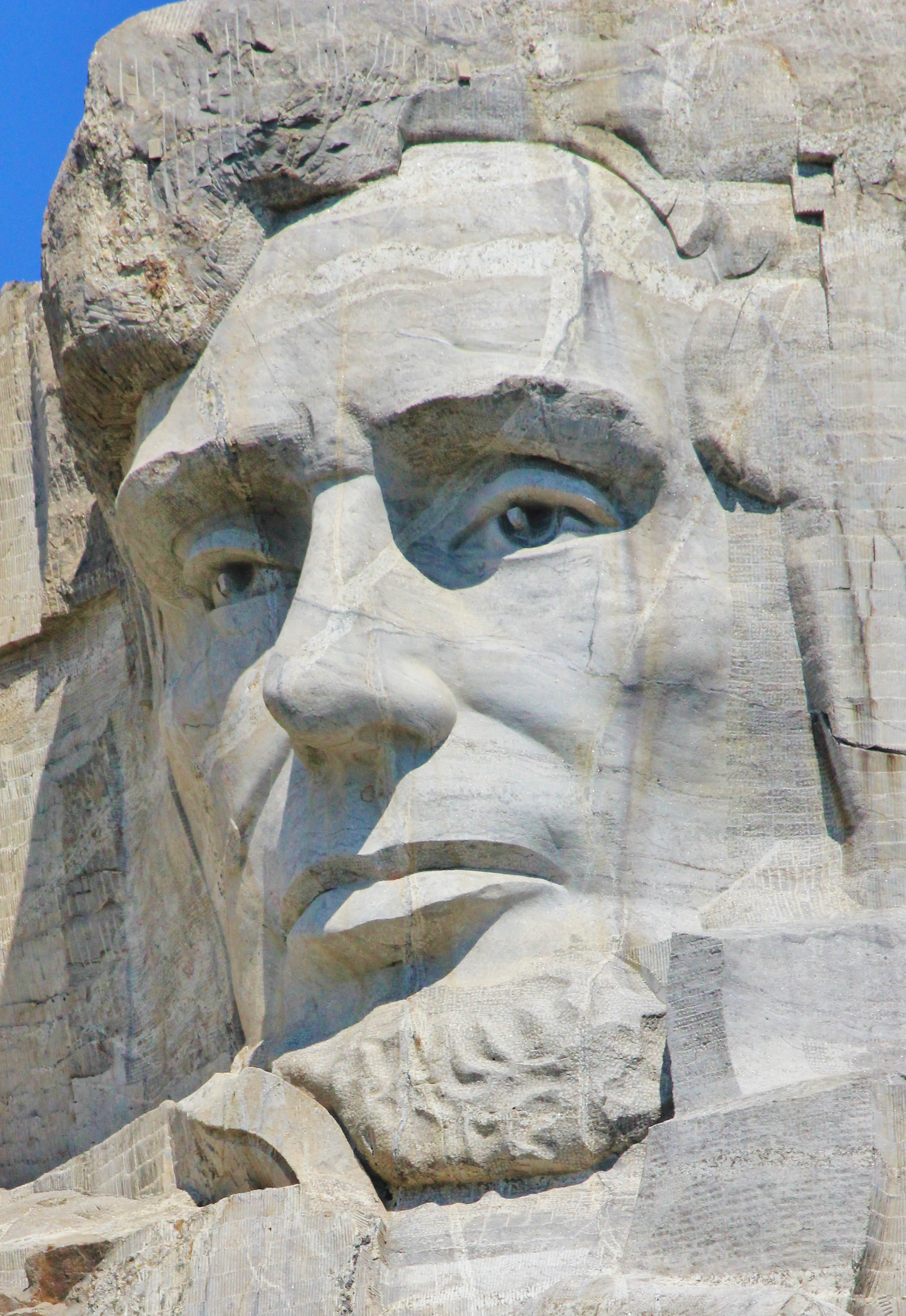
Visage d'Abraham Lincoln sculpté sur le mont Rushmore.

Dans les années 1970, Lincoln est perçu comme un héros par les conservateurs pour son nationalisme farouche, son soutien aux milieux d'affaires, sa détermination à endiguer l'expansion de l'esclavage, son empressement à appliquer les principes lockiens et burkiens en faveur de la liberté et de la tradition, enfin sa dévotion aux principes des Pères fondateurs,,. L'historien William C. Harris estime que « [le respect de Lincoln] pour les Pères fondateurs, pour la Constitution et pour les lois en dessous d'elle, ainsi que pour la préservation de la République et de ses institutions ont sous-tendu et renforcé son conservatisme ». James G. Randall admire sa tolérance et en particulier sa modération « dans ses préférences pour un progrès méthodique, sa méfiance envers les agitations dangereuses et sa répugnance des projets de réformes mal conçus ». Randall remarque en guise de conclusion qu'« il était conservateur tout en étant totalement étranger à cette forme de « radicalisme » qui incitait à l'abus envers le Sud, à la haine envers les propriétaires d'esclaves, à la soif de vengeance, aux conspirations partisanes et à des demandes excessives qui appelaient à la transformation des institutions sudistes par des mains étrangères ».
L'héritage de Lincoln sur le plan juridique est également reconnu. L'historien du droit Paul Finkelman souligne ainsi que la victoire de l'Union dans la guerre de Sécession et les « amendements de la Reconstruction », ratifiés après la mort de Lincoln, mais rendus possibles par la guerre civile, changèrent la nature de la Constitution. La victoire du Nord et l'arrêt ultérieur de la Cour suprême Texas v. White mirent fin au débat sur la constitutionnalité de la sécession et sur le droit de nullification des États. En plus de la disparition de l'esclavage, les amendements de la Reconstruction entérinèrent les clauses constitutionnelles promouvant l'égalité raciale.
À la fin des années 1960, plusieurs intellectuels afro-américains menés par Lerone Bennett Jr. contestèrent à Lincoln son statut de « grand émancipateur ». Bennett acquit une certaine notoriété lorsqu'il qualifia Lincoln de suprémaciste blanc en 1968. Il déclara que Lincoln était opposé à l'égalité sociale et avait proposé d'envoyer les esclaves libérés dans un autre pays. Les défenseurs de Lincoln, à l'instar de Richard Striner, rétorquèrent qu'il avait été un « visionnaire moral » ayant grandement contribué à faire avancer la cause abolitionniste, aussi rapidement que cela était possible sur le plan politique. La controverse bascula du rôle joué par Lincoln dans l'émancipation à l'affirmation que les Noirs s'étaient affranchis eux-mêmes de l'esclavage, ou tout du moins avaient fait pression sur le gouvernement au sujet de l'émancipation. En outre, dans sa biographie de Lincoln parue en 1996, l'historien David H. Donald avança l'idée que le seizième président était doté de ce que le poète John Keats appelait la « capacité négative », c'est-à-dire l'ambition de poursuivre une vision ou un objectif au-delà de toute considération factuelle ou rationnelle.